# Simone Martini
Pour les articles homonymes, voir Martini.

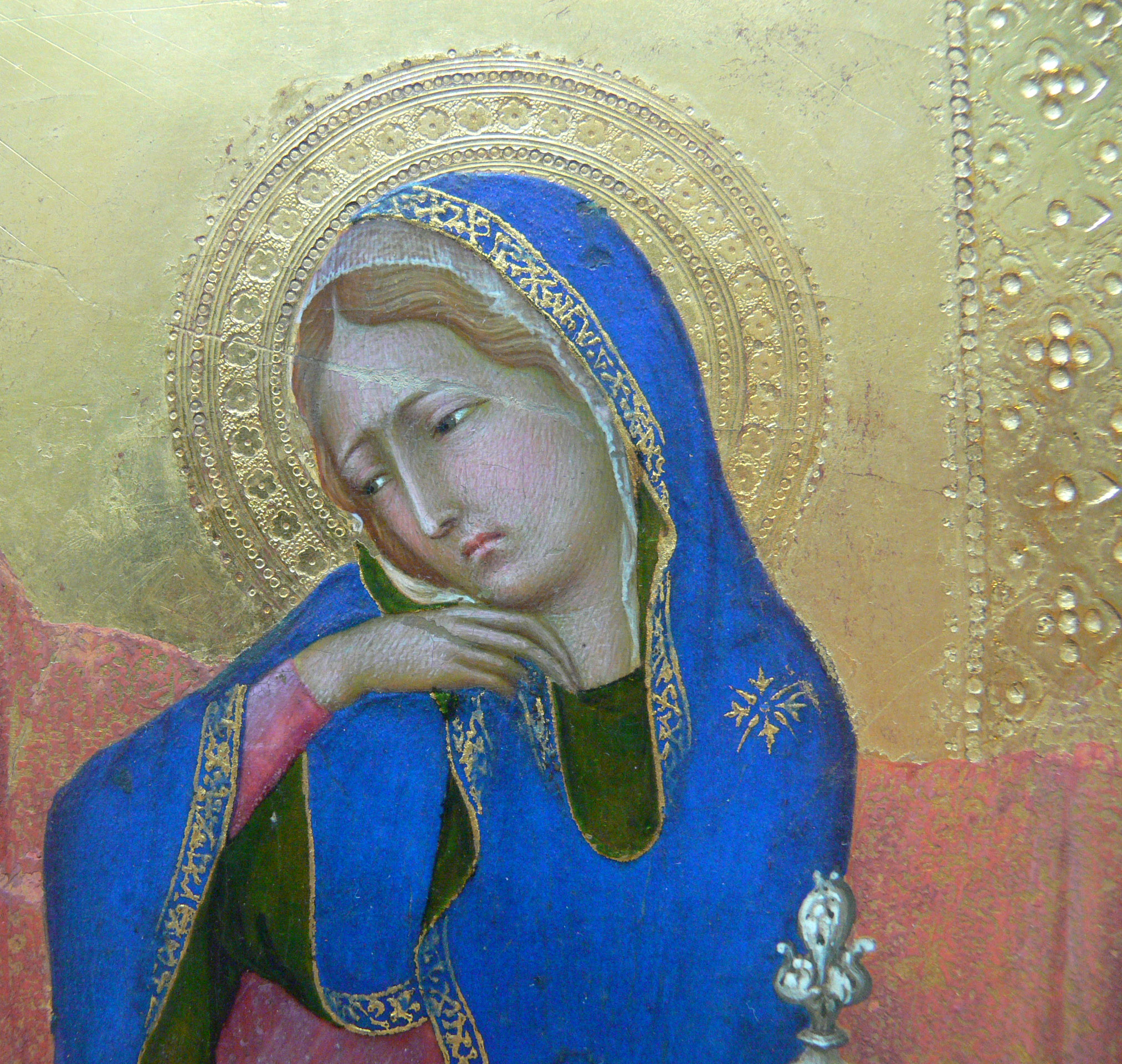
Détail de L'Annonciation, tempera sur bois, Musée royal des Beaux-Arts d'Anvers.

Simone Martini, parfois aussi appelé Simone Senese ou Simone Memmi, né en 1284 à Sienne, et mort à Avignon le 1 août 1344, est un peintre et enlumineur siennois, contemporain d'Ambrogio Lorenzetti et élève de Duccio, qui utilise les techniques de la fresque et de la tempera sur bois.
Son œuvre a exercé une influence considérable sur le gothique international. Considéré comme l'un des maîtres de l'école siennoise et certainement l'un des artistes les plus grands et les plus influents du XIVe siècle italien, il est le seul capable de concurrencer Giotto. Sa formation a probablement eu lieu dans l'atelier de Duccio di Buoninsegna.

## Biographie

### Hypothèse sur sa formation
Simone Martini est né à Sienne vers 1284. Aucune source certaine n'existe sur sa formation, mais l'hypothèse selon laquelle elle a eu lieu dans l'atelier de Duccio di Buoninsegna est bien établie. Il reste profondément influencé par l'œuvre de Duccio, ainsi que par les sculptures de Giovanni Pisano et l'art gothique français. Cependant, la présence dans ses œuvres les plus précoces qui nous sont parvenues d'éléments étrangers à l'art de Duccio suggère que la formation du peintre s'est enrichie d'expériences différentes. Tout d'abord, il y a chez Simone une sensibilité particulière pour le rendu plastique des figures humaines, certainement plus grande qu'elle ne l'était dans la peinture siennoise contemporaine et dans celle de Duccio en particulier, ce qui permet de faire l'hypothèse d'un contact, alors qu'il est encore très jeune, avec les nouveautés de Giotto.
Ce contact a pu se faire par l'intermédiaire de Memmo di Filippuccio, le futur beau-père de Simone, qui était actif sur le chantier d'Assise où il eut connaissance de la révolution giottotesque, qui s'était propagée dans la région de Sienne. La trace de l'activité de Simone à San Gimignano, où était situé l'atelier de Memmo, et ses futures relations familiales avec ce dernier, légitiment l'hypothèse selon laquelle la formation de Simone Martini s'est achevée précisément avec Memmo.
Un autre élément caractérisant l'œuvre de Simone, bien visible à ses débuts, est son intérêt pour les arts somptuaires, qui sont appréciés dans la Sienne de l'époque. Preuve en est l'utilisation généralisée de pochoirs et de poinçons raffinés, avec lesquels lesquels Simone enrichit ses peintures d'éléments décoratifs originaux (comme les auréoles de la Maestà du Palazzo Pubblico). De même, les objets en or représentés dans ses œuvres sont reproduits avec une habileté inégalée (comme le trône de la Vierge de la même Maestà qui est presque un agrandissement des reliquaires siennois de l'époque). Sur la base de ces éléments, les historiens de l'art ont supposé que le jeune Simone connaissait l'art de l'orfèvrerie, une hypothèse qui pourrait aussi expliquer un autre élément distinctif du travail de Martini, à savoir sa connaissance du gothique transalpin, répandu à Sienne notamment dans le domaine de l'orfèvrerie, ainsi que dans les décors en émail, comme dans l'œuvre de Guccio di Mannaia.

### Premières œuvres
Les premiers informations documentées sur l'activité artistique de Simone Martini remontent aux environs de 1305-1310, lorsque le jeune Simone a environ 20-25 ans. Sont attribuées à cette première phase d'activité, une Vierge à l'Enfant, dont le lieu d'origine est inconnu et qui est maintenant exposée à la pinacothèque nationale de Sienne (cataloguée comme l'œuvre no 583), et une Madonna della Misericordia, provenant de l'église San Bartolomeo a Vertine à Gaiole in Chianti, également à la pinacothèque nationale de Sienne. On pense que cette dernière œuvre a été produite en collaboration avec Memmo di Filippuccio, en particulier pour le « groupe des protégés » sous le manteau de Marie. Certains pensent que la  croix peinte du couvent des capucins de Sienne, également conservée à la pinacothèque nationale de Sienne, doit également appartenir à cette période de l'artiste. Simone Martini est alors très marqué par Duccio di Buoninsegna, comme en témoignent le visage, le manteau et la posture de Marie dans la Vierge à l'Enfant n. 583. Cependant, la richesse des détails décoratifs et le rendu scrupuleux des détails anatomiques dénotent le talent de Simone Martini dès ces années.
Après ces premiers tableaux, et avant même la réalisation de la Maestà du Palazzo Pubblico de Sienne, la critique pense que Simone Martini a peint une fresque, dont seule la tête de la Vierge subsiste aujourd'hui, dans l'église San Lorenzo al Ponte de San Gimignano (vers 1310), et une Maestà de qualité supposée inégale exposée au musée de Capodimonte de Naples (vers 1310-1312). Ces œuvres, en particulier la seconde, montrent les signes d'une transition de la première manière de Simone Martini, toujours très proche de son maître Duccio di Buoninsegna, vers un style autonome déjà évident dans la Maestà du Palazzo Pubblico de Sienne.

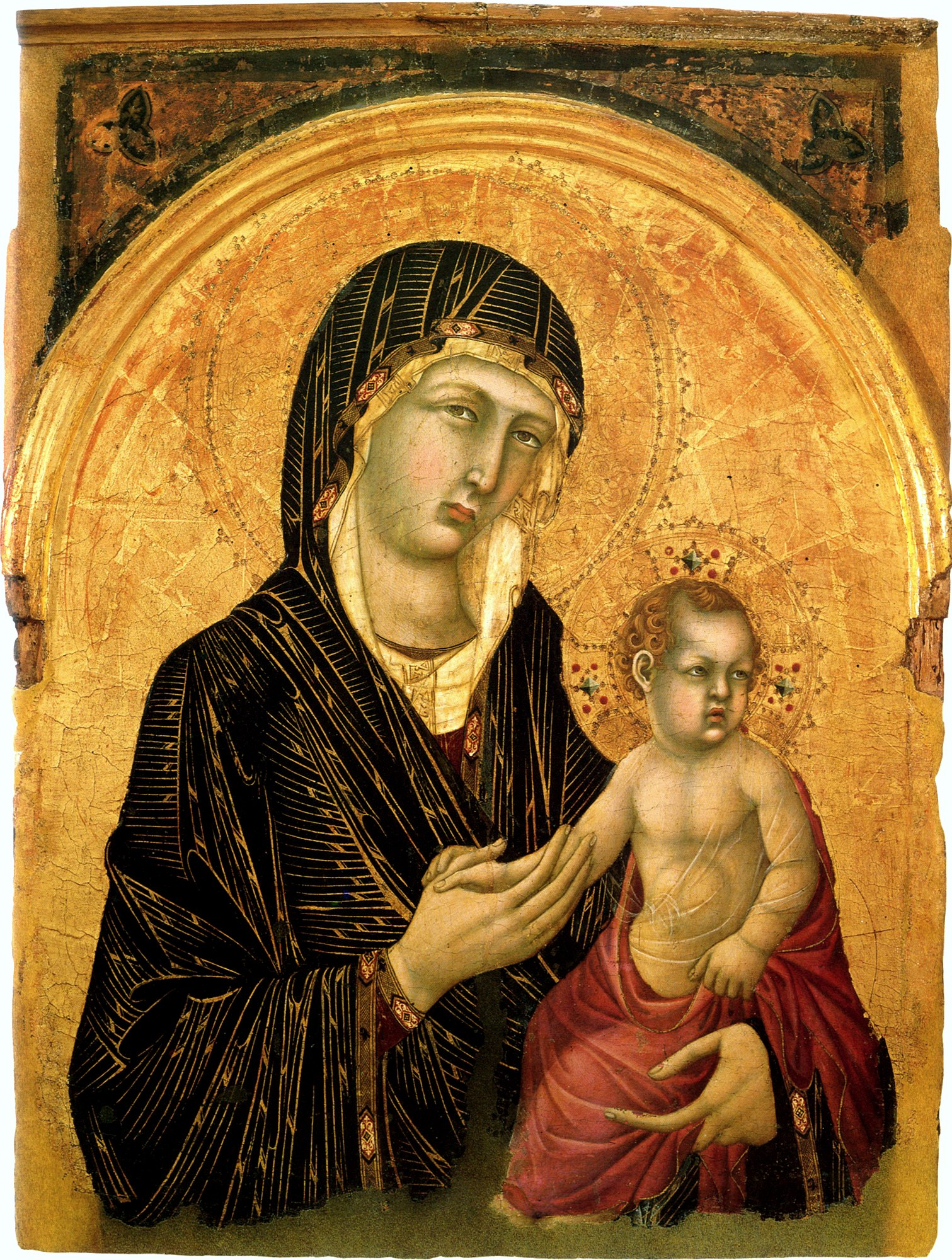
Vierge à l'Enfant n. 583, provenance inconnue, Pinacothèque nationale de Sienne.
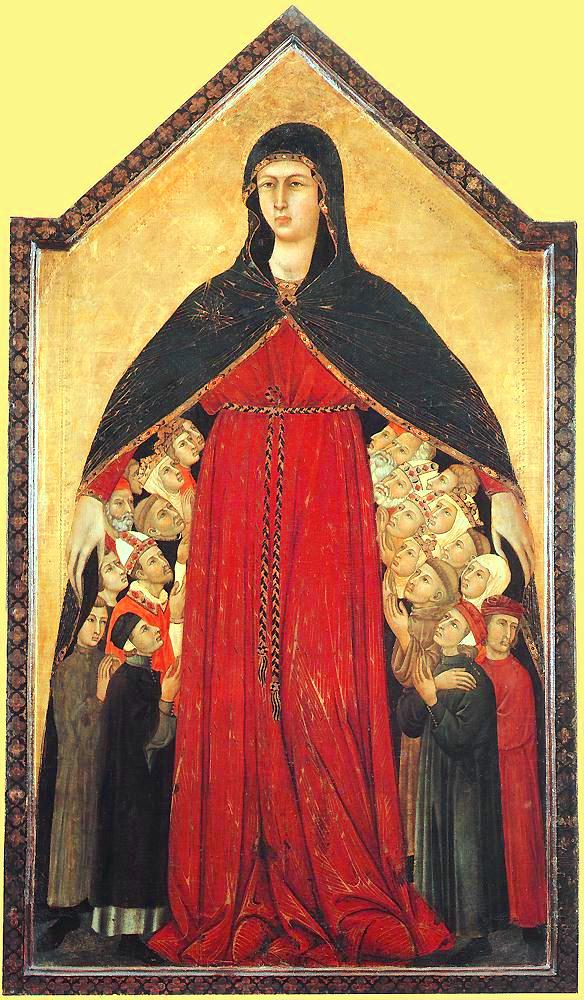
La Madone de la Miséricorde, de l'église San Bartolomeo di Vertine (Chianti), Pinacothèque nationale de Sienne.
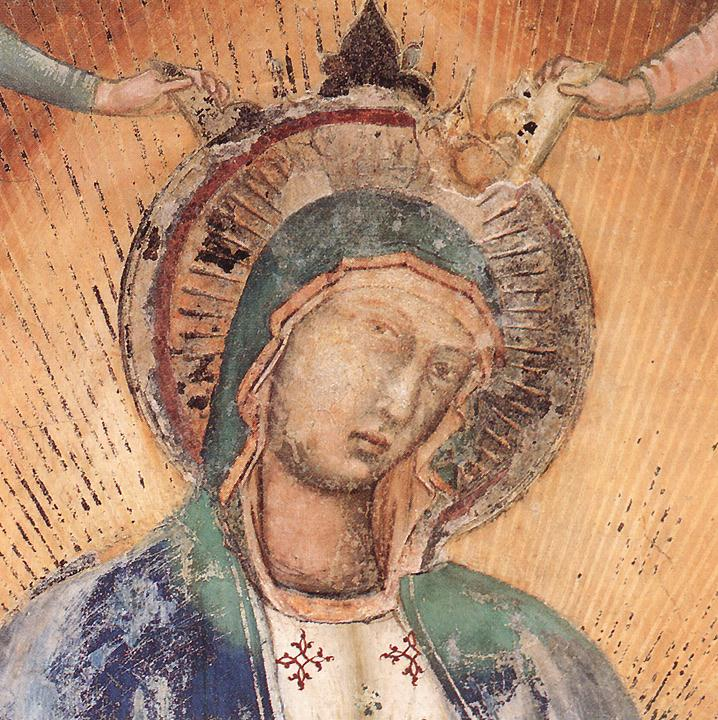
Vierge en gloire (détail par Simone Martini), église San Lorenzo al Ponte à San Gimignano.

### Maestàdu Palazzo Pubblico de Sienne

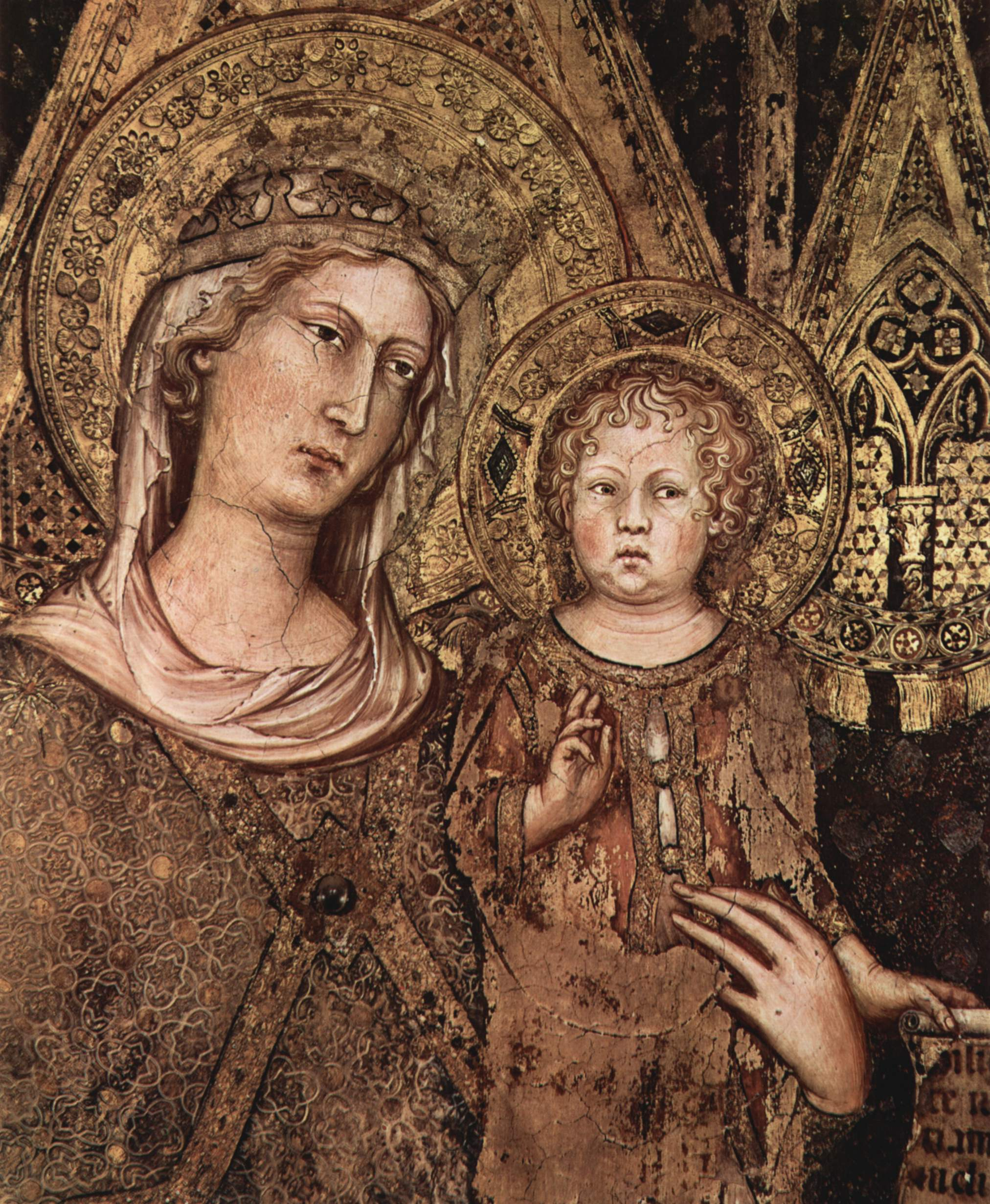
Détail de la Maestà (1315), Palazzo Pubblico, Sienne.

#### Historique
La première œuvre datée de Simone Martini, reconnue par beaucoup comme son chef-d'œuvre, est la grande fresque de la Maestà, réalisée en 1312-1315 pour la salle du Conseil du  Palazzo Pubblico de Sienne où elle se trouve encore aujourd'hui, et qu'il a restaurée lui-même en 1321 car l'œuvre était déjà très endommagée par l'humidité. C'est l'œuvre d'un peintre qui est certainement déjà établi, ne serait-ce qu'en raison du prestige d'une commande publique aussi importante.

#### Description
La grande fresque (970 × 763 cm) est une forme d'hommage à la Maestà de la cathédrale de Sienne de Duccio di Buoninsegna, dont Simone reprend le décor (Marie et l'Enfant au centre assis sur un trône, symétrie des saints protecteurs de la ville des deux côtés), l'utilisation d'une seule source lumineuse pour le rendu du clair-obscur et d'une perspective directe plutôt qu'inversée, ainsi que l'angle dans lequel les personnages sont représentés (de front à totalement de profil), ces dernières caractéristiques ayant été empruntées à Giotto par Duccio lui-même. Le réalisme figuratif et les physionomies de nombreux saints font aussi référence à l'œuvre de Duccio.
Cependant, Simone se différencie de manière décisive du tableau précédent. La Vierge est plus austère, aristocratiquement détachée, et ne regarde pas le spectateur. Tous les visages ont un réalisme jamais vu auparavant, de celui de Marie à celui des saints âgés. Les doigts des mains sont différenciés, adoucissant le toucher. Les auréoles sont réalisées en relief avec l'utilisation innovante du  poinçonnage (estampage de motifs en relief par pressage de « poinçons »), qui fait référence à l'orfèvrerie siennoise du XIVe siècle, l'un des domaines artistiques les plus proches de la culture gothique française de l'époque. Des pièces métalliques de couleur or et du verre coloré sont insérés pour donner du relief et accrocher la lumière. Le trône est rendu avec les caractéristiques du gothique rayonnant et le baldaquin même fait référence à un goût courtois d'inspiration transalpine. La gamme chromatique de Simone, qui était fasciné par les émaux et les orfèvres d'outre-Alpes, est plus large et présente des glaçures et des passages plus doux. Même l'arrangement des saints ne suit pas une succession paratactique comme dans Duccio, mais plutôt des lignes diagonales parallèles qui convergent en profondeur, donnant une illusion spatiale en perspective d'une saveur giottesque. Cet « horror vacui », qui semble caractériser la Maestà de Duccio, est totalement absent de Simone : de grandes portions de ciel bleu sont visibles dans l'œuvre. Le caractère des deux fresques est également différent : celle de Duccio est éminemment religieuse, celle de Simone, commandée par le Gouvernement des neuf, est chargée de significations morales et civiques.

#### Etapes de réalisation
La Maestà du Palazzo Pubblico de Sienne est une œuvre d'une grande complexité compositionnelle, technique et sémantique. Simone Martini a exécuté la fresque en plusieurs phases : vraisemblablement, il a commencé en 1312, a travaillé jusqu'à environ les deux tiers de la surface pour l'abandonner (le plus probablement pour aller à Assise à la chapelle Saint-Martin), puis a terminé la partie inférieure, maintenant très détériorée en raison de la technique adoptée (peinture principalement à sec), seulement plus tard. L'œuvre est signée par Simone en juin 1315. Le long du cadre illusionniste figure le signe de la reprise du travail, caractérisé par l'utilisation de différents poinçons et par des incohérences dans le rendu des modillons, particulièrement évidentes sur le côté droit. En 1321, Simone est de nouveau appelé à reprendre son travail pour améliorer le « stylisme » de certaines portions de la fresque ; les têtes de la Vierge à l'Enfant, de Sainte Ursule et Catherine d'Alexandrie (immédiatement à côté de la Vierge), des deux anges faisant des offrandes (en bas au pied du trône), des saints Ansan et Crescenzio ont été entièrement refaites (le premier et le troisième saint à genoux). À la suite de la révolte contre le Gouvernement des Neuf de 1318, l'épigraphe immédiatement sous le trône de la Vierge fut également actualisé, en recouvrant les écrits précédents dont le message était inscrit sur les rouleaux tenus par les quatre Saints protecteurs de la ville.

### Chapelle Saint-Martin de la basilique inférieure Saint-François d'Assise

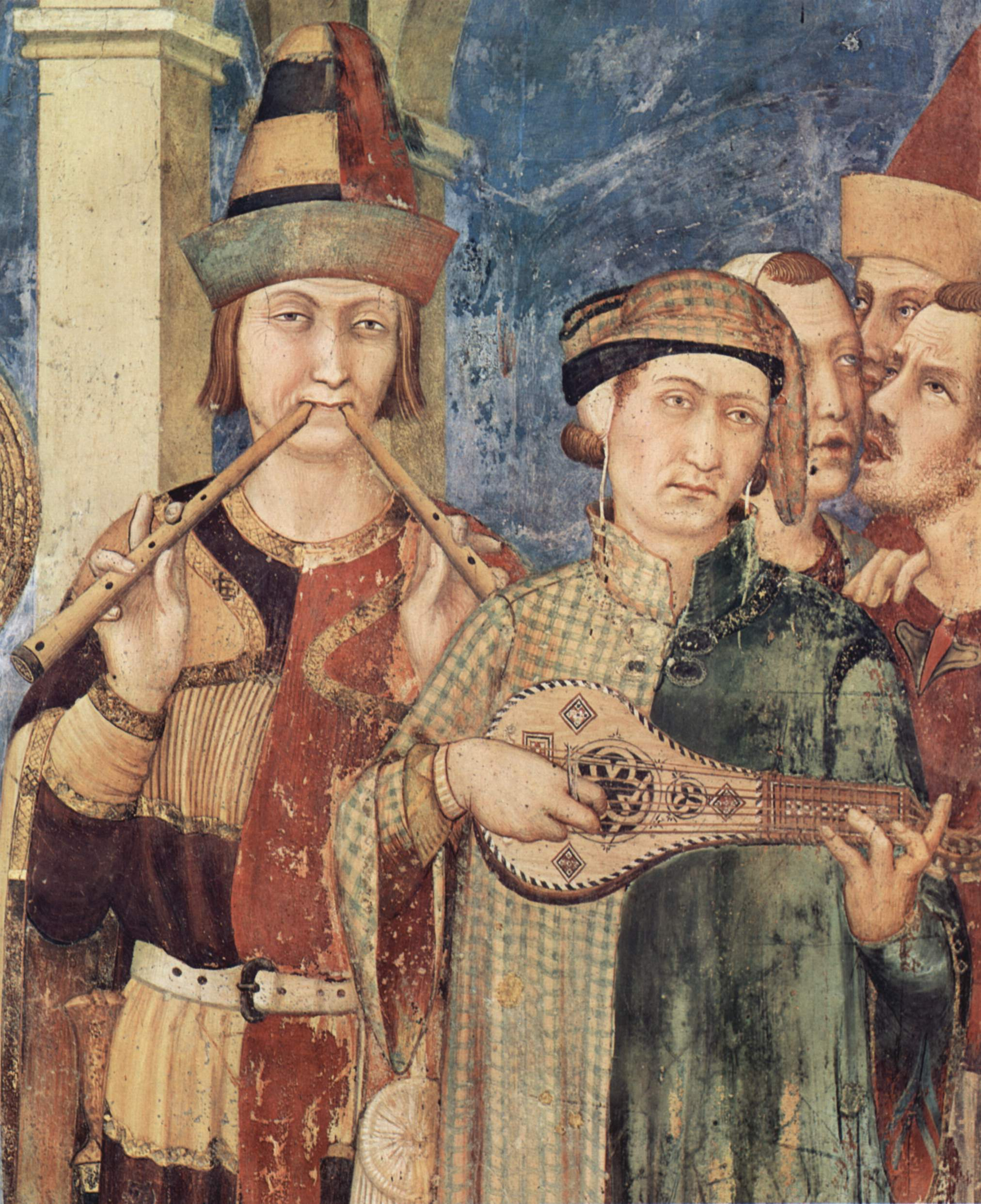
Investiture de saint Martin (détail des musiciens), chapelle Saint-Martin, église inférieure de la basilique Saint-François d'Assise.

La chapelle Saint-Martin de l'église inférieure de la basilique Saint-François d'Assise a été décorée de fresques en trois phases, sur une période allant d'environ 1313 à 1318. En 1312, le cardinal Gentile Partino da Montefiore, propriétaire du titre cardinalice de Santi Silvestro e Martino ai Monti, se rend à Sienne où il a l'occasion de rencontrer Simone Martini à qui il demande de réaliser une fresque pour la chapelle Saint-Martin, qu'il a fait construire. Simone se rend à Assise alors que les travaux de la Maestà du Palazzo Pubblico sont déjà commencés et non terminés. Vers la fin de 1314, il retourne à Sienne, termine la Maestà en la signant en juin 1315, puis retourne à Assise pour reprendre les travaux de la chapelle. Il interrompt à nouveau les travaux en 1317 pour se rendre à Naples à la cour de Robert d'Anjou (voir ci-dessous) et retourne finalement à Assise pour terminer les travaux en 1318. Le cycle des fresques décrit la Vie de Martin, évêque de Tours. Sur les côtés des trois fenêtres sont représentés, de gauche à droite, des bustes de saints chevaliers, de saints évêques et de papes, et enfin de saints ermites et fondateurs d'ordres. Sur l'intrados de l'arc d'entrée se trouvent huit autres saints en pied réalisés lors de la dernière phase des travaux en 1318.
Au cours des travaux, Simone Martini a pu se comparer à d'autres maîtres florentins de l'école de Giotto, et à Giotto lui-même, alors actif sur le chantier d'Assise, et dont l'influence est reconnaissable dans certains éléments tels que le cadre architectural réaliste solide et le jeu illusionniste de lumières et d'ombres, avec une attention portée aux sources de lumière véritables. Dans les huit saints de 1318, l'utilisation des riches volumes de Giotto est également évidente. Cependant Simone ne s'est pas adapté passivement à l'école florentine mais, au contraire, il peint de manière différente de Giotto, notamment dans le choix du thème : Simone ne peint pas les histoires d’un saint populaire comme saint François, mais un saint chevalier raffiné, dont il souligne certains aspects courtois de la légende.
Par exemple, dans la célèbre scène de l'Investiture de saint Martin, l'action se déroule dans un palais, avec les musiciens de cour vêtus magnifiquement et avec un domestique tenant un faucon chasseur à la main. Le contexte de Simone est plus fabuleux, l'étude réaliste des costumes et des poses est remarquable ; son identification physionomique des visages (spécialement dans le naturalisme des musiciens) est inégalée dans toute la peinture de l'époque, y compris chez Giotto. Après la Maestà du  Palazzo Pubblico  de Sienne, Simone s'affirme comme un peintre laïc, courtois et raffiné. C'est au cours de ces années que sa capacité à représenter des éléments naturels se concrétise, jetant les bases de la naissance du portrait. Simone Martini est l'un des plus grands représentants du gothique courtois, sa peinture fait référence au monde aristocratique chevaleresque, tandis que le réalisme de Giotto se réfère à la culture du monde bourgeois-mercantile.

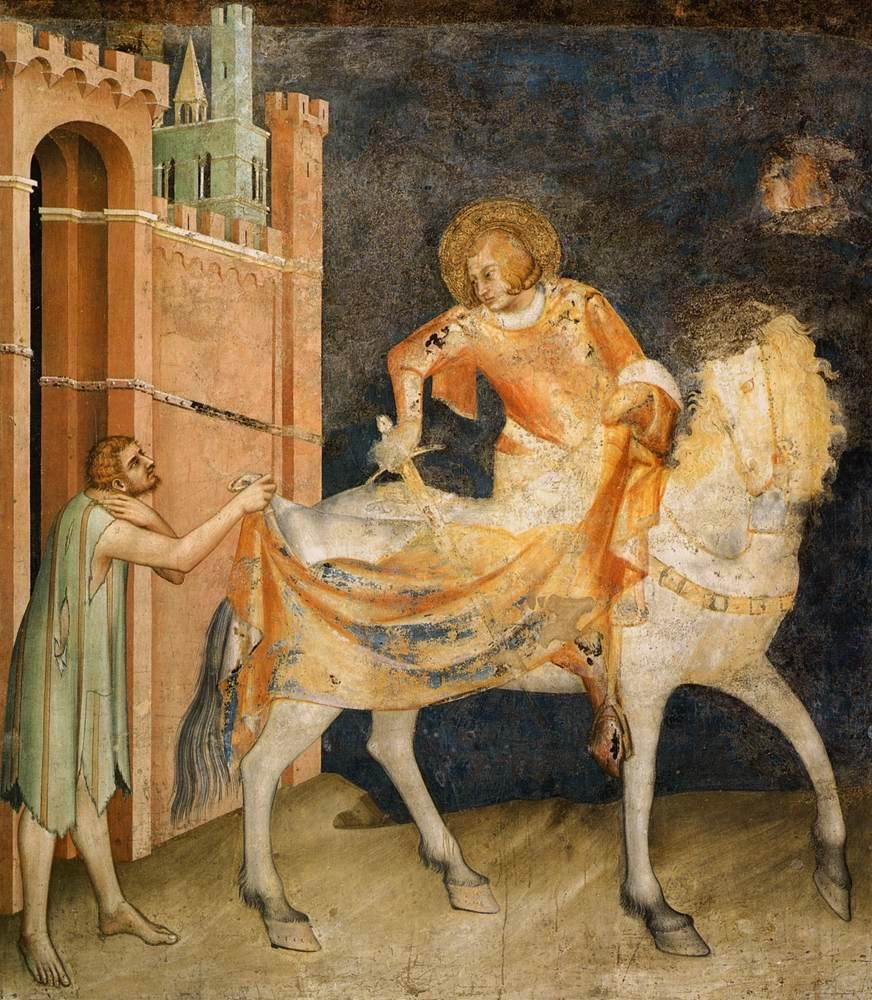
San Martino donne le manteau
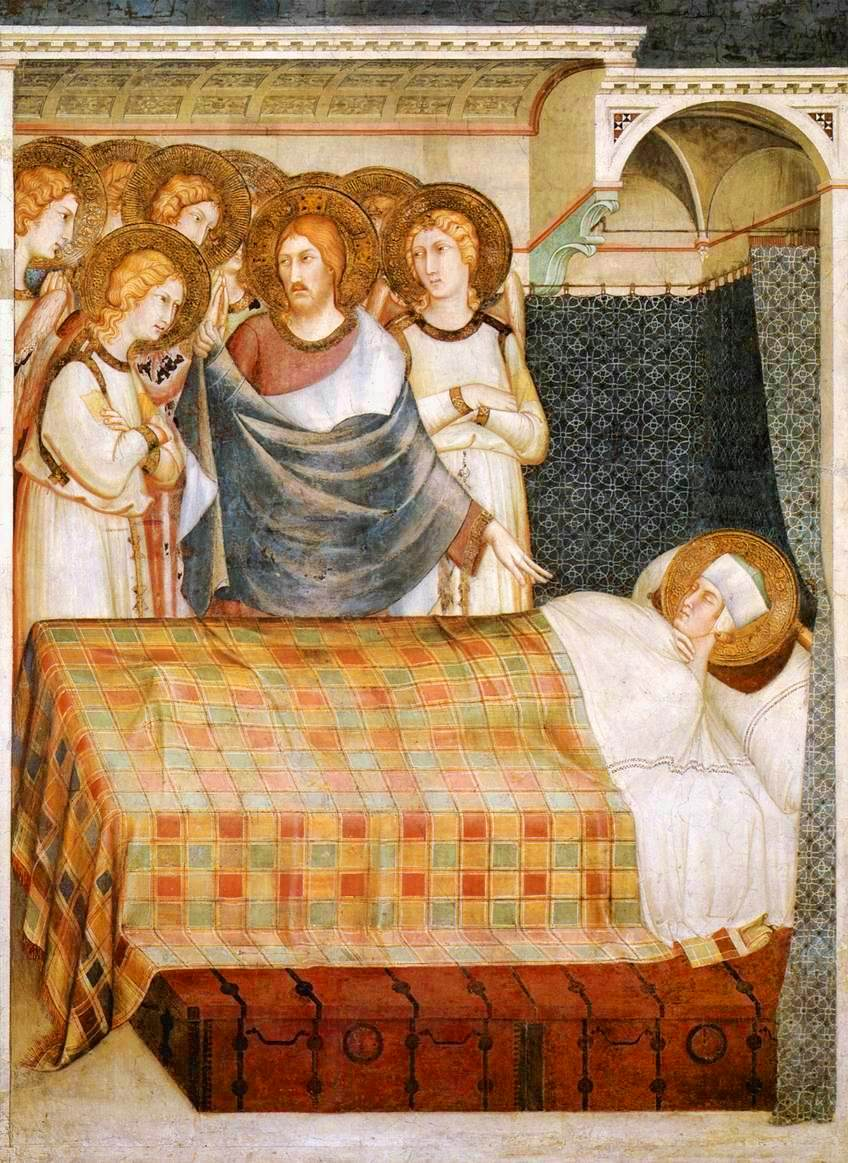
Le rêve de saint Martin
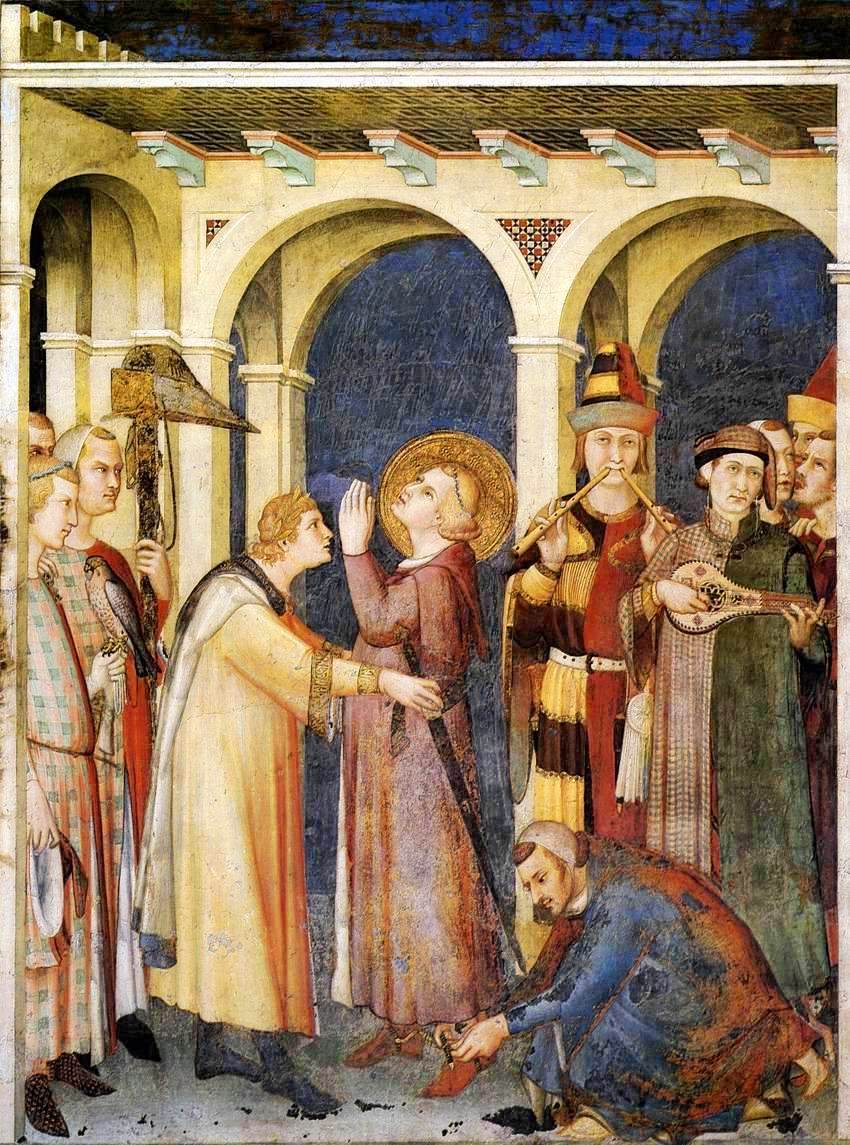
Investiture de San Martino
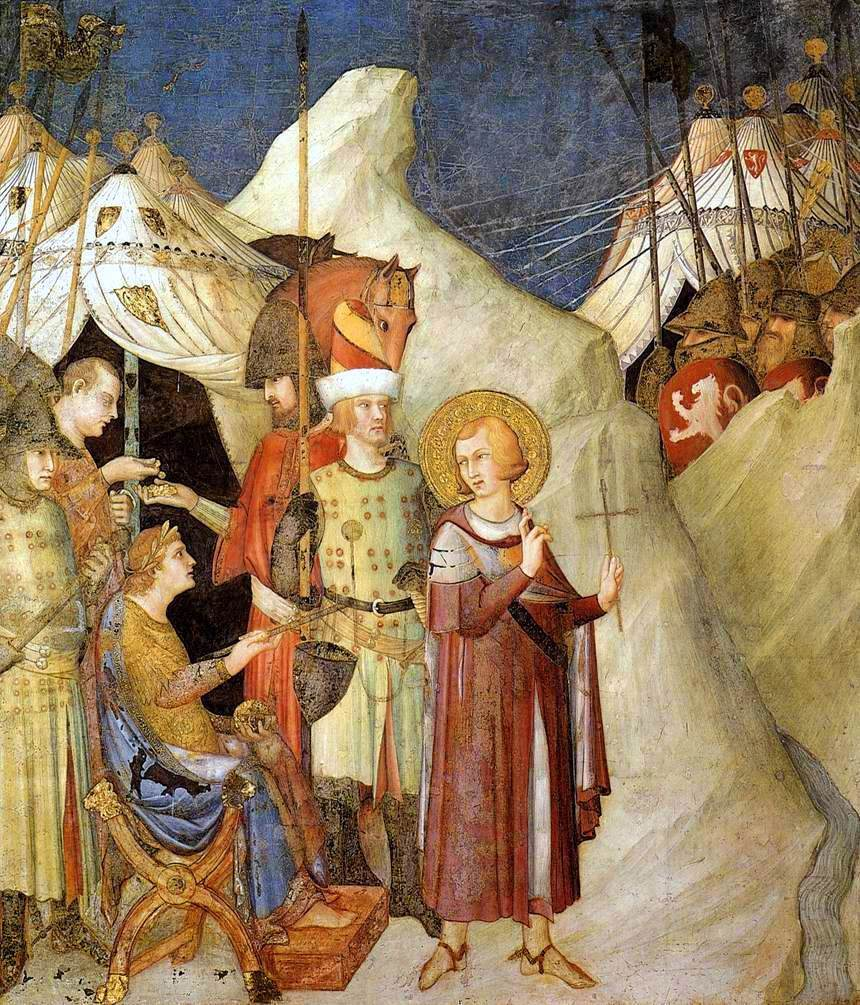
Renonciation aux armes de saint Martin
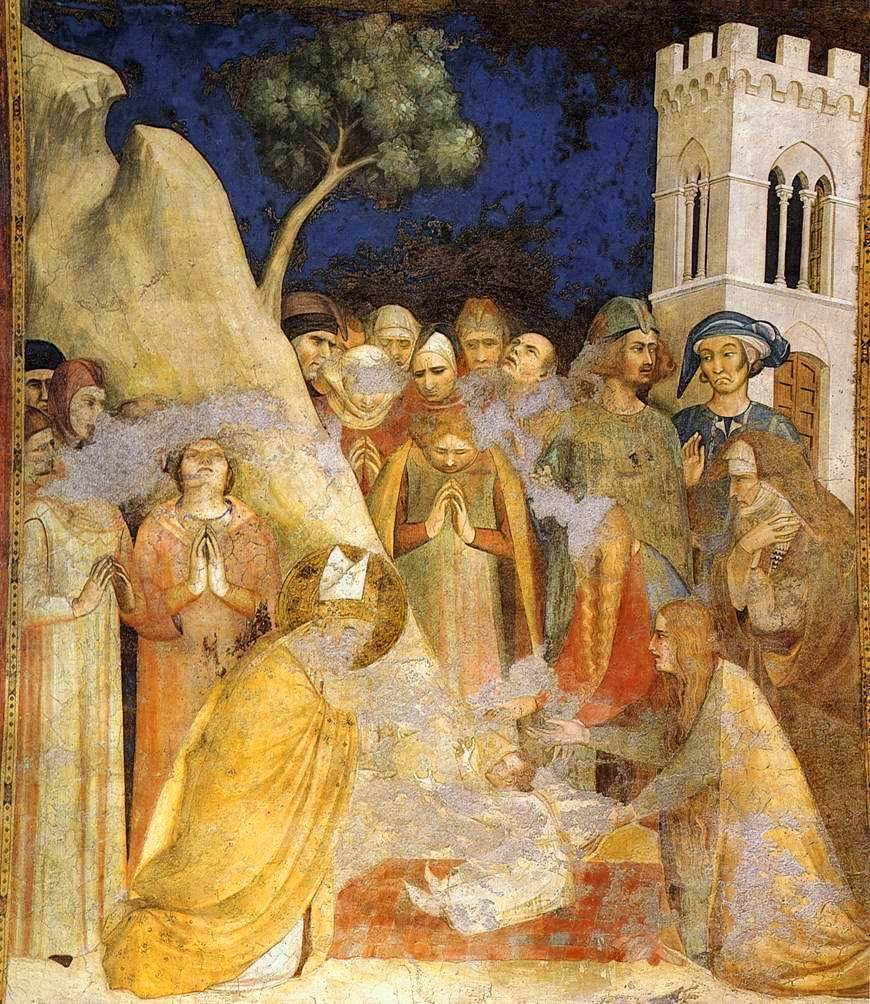
Miracle de l'enfant ressuscité
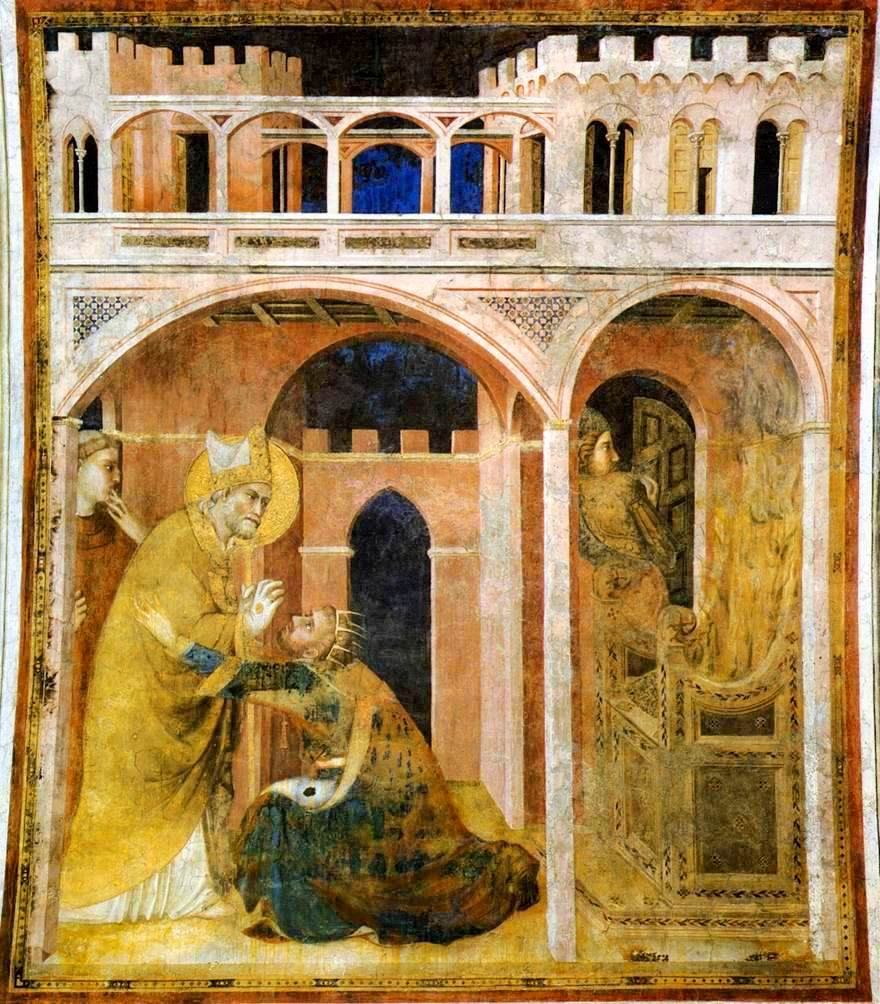
Miracle du feu
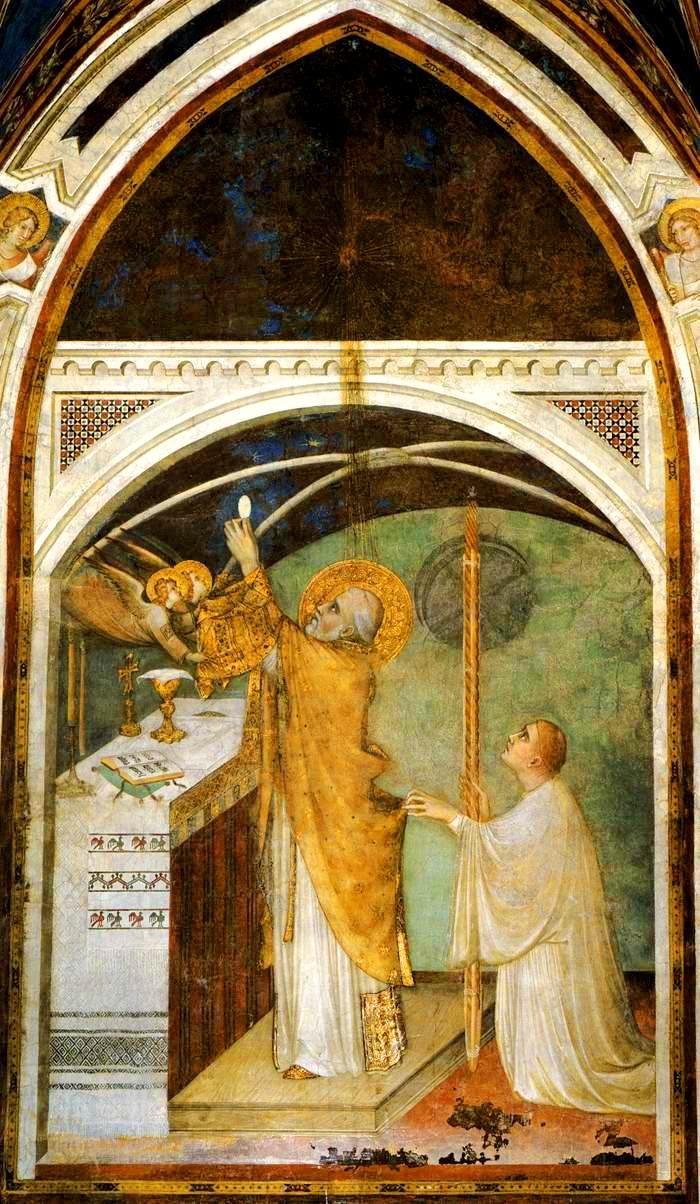
Messe miraculeuse
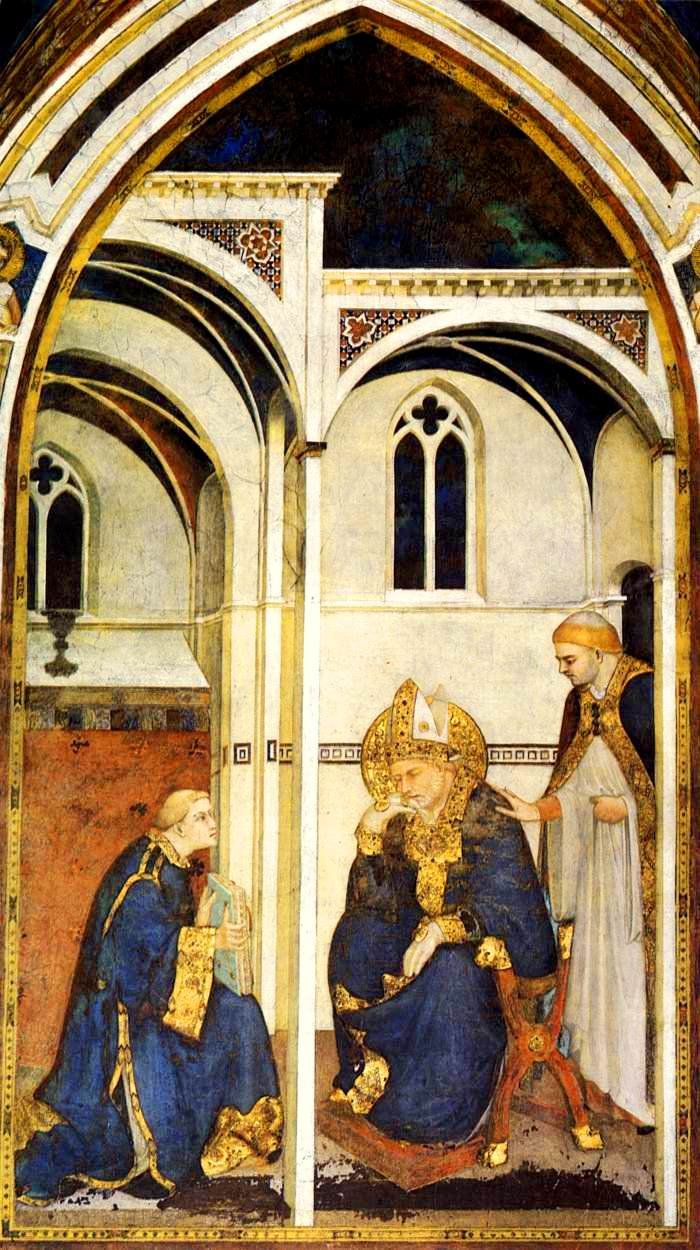
Rêve de saint Ambroise
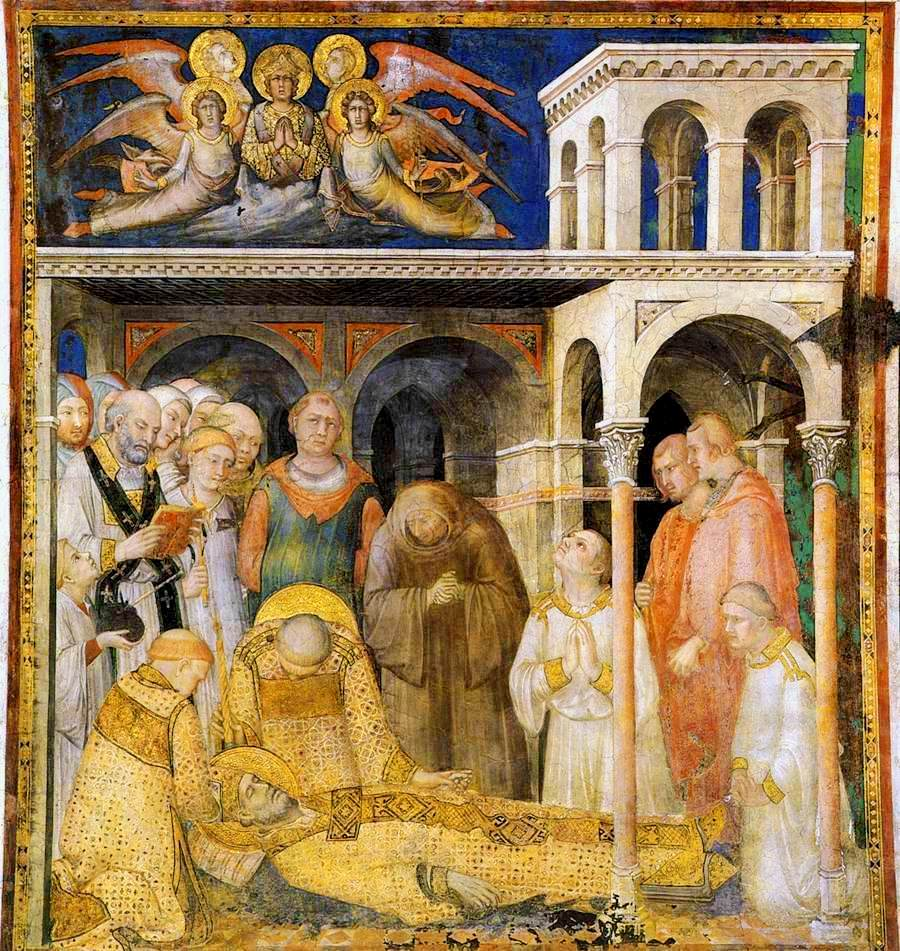
Mort de saint Martin
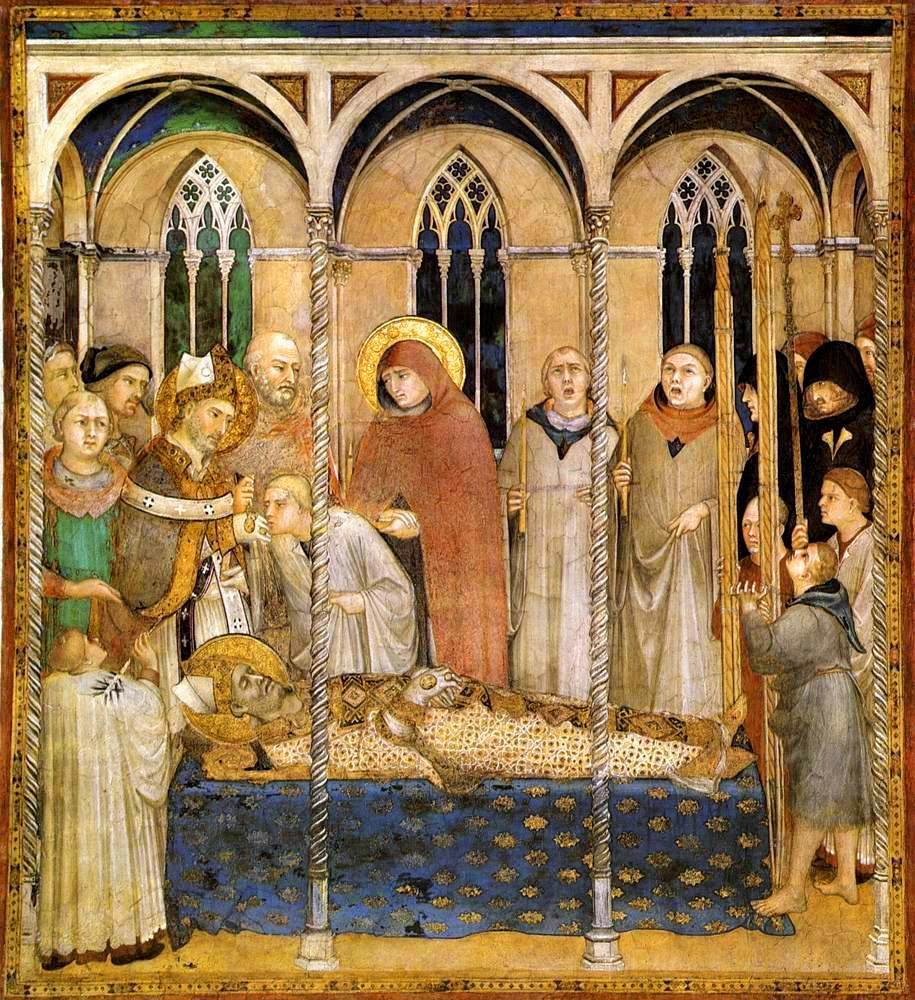
Funérailles de saint Martin
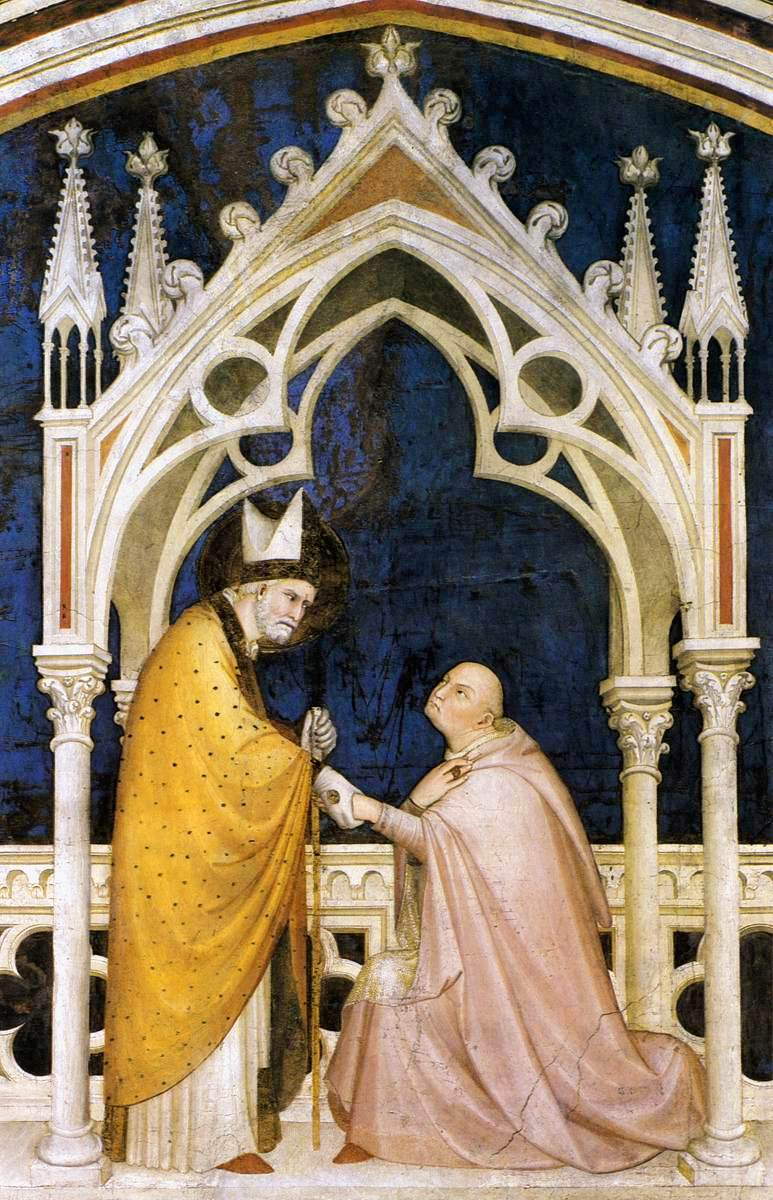
Consécration du Cardinal Gentile Partino da Montefiore
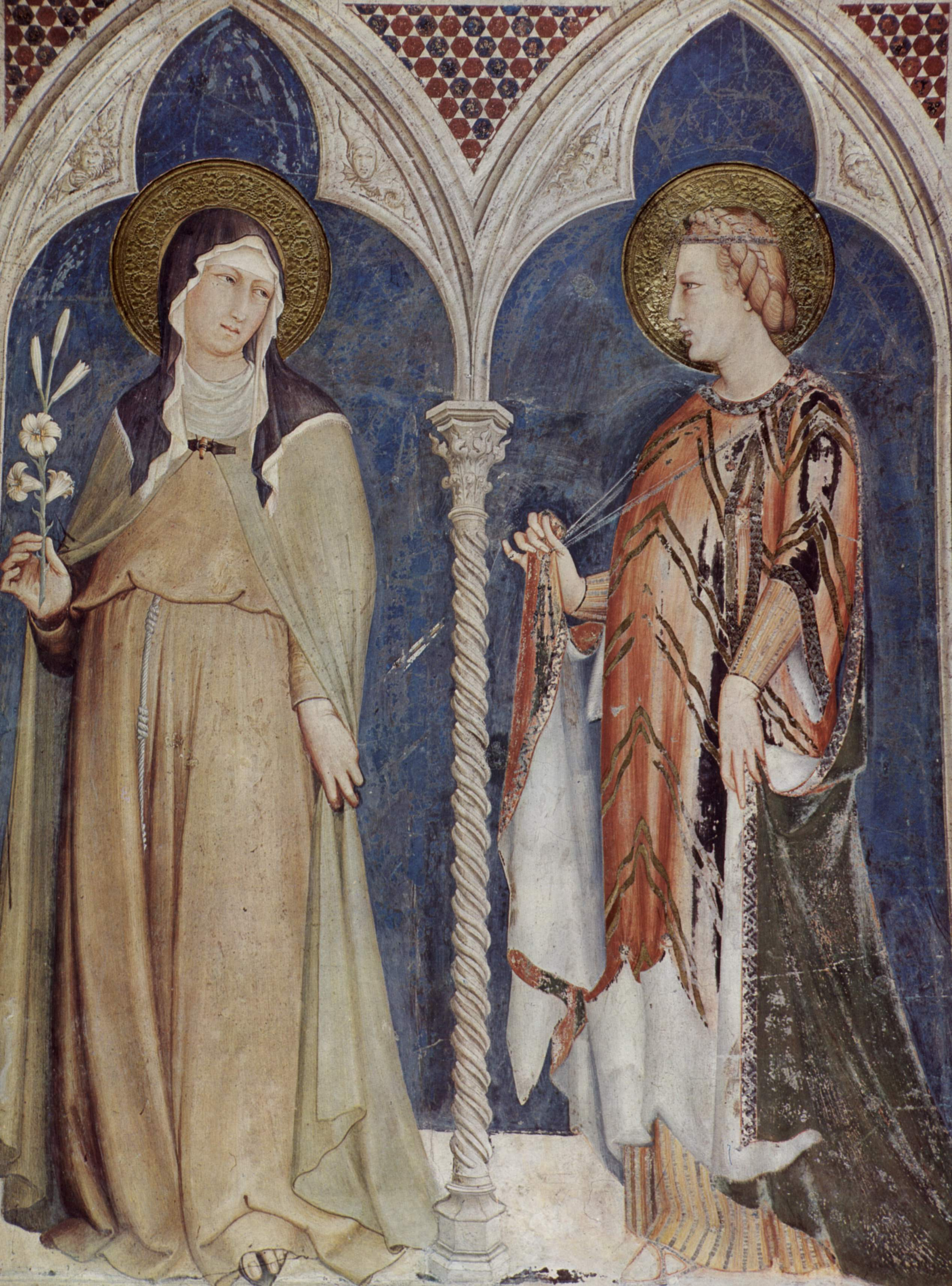
Sainte Claire et Sainte Élisabeth de Hongrie

### À la cour de Robert d'Anjou

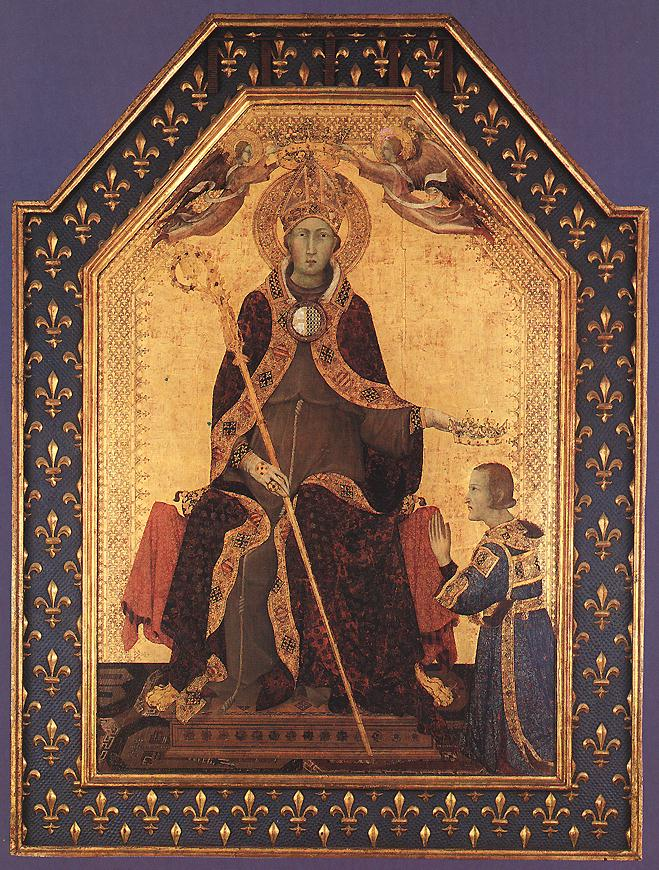
Simone Martini, Saint Louis de Toulouse couronne Robert d'Anjou (sans la predelle).

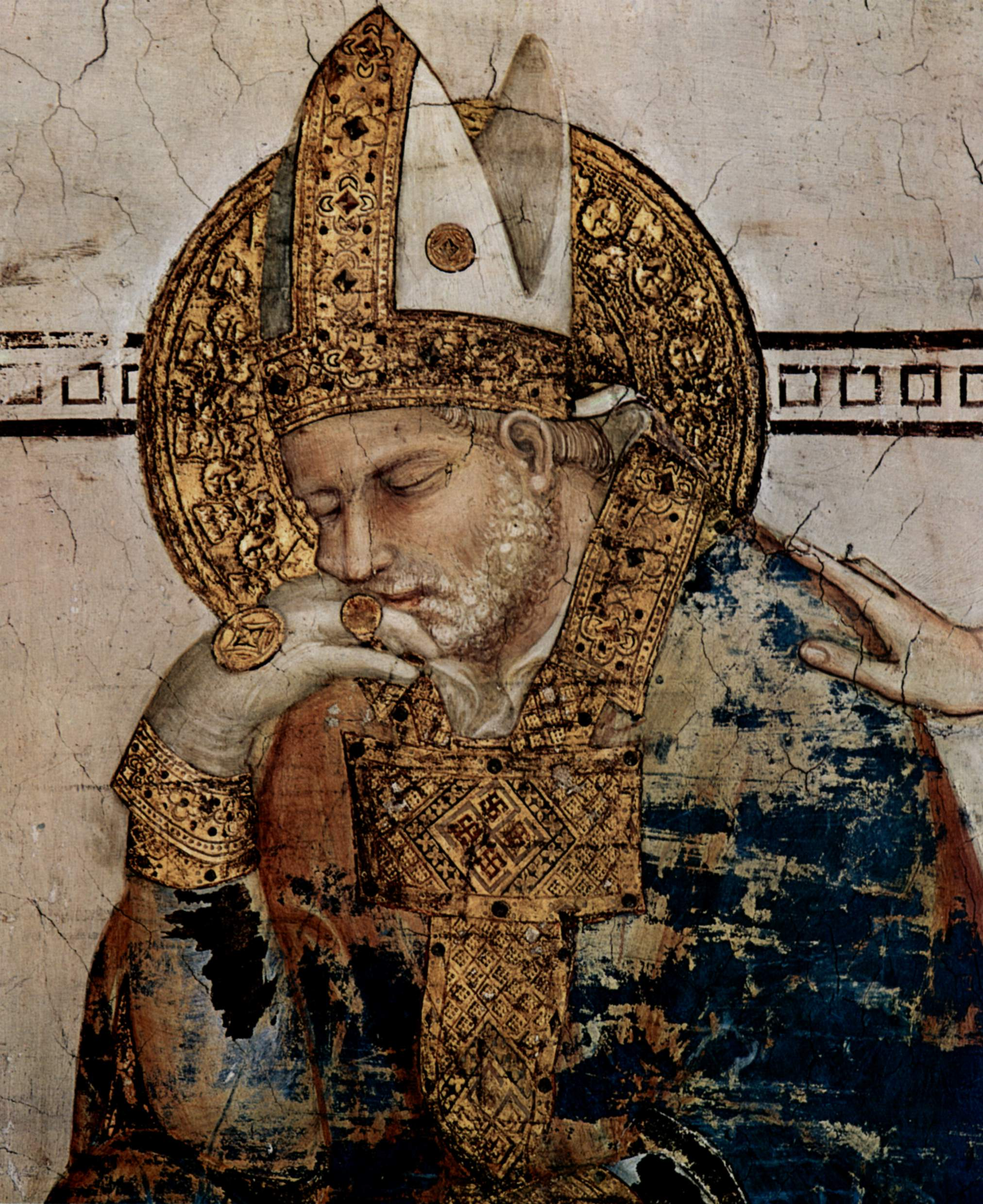
Détail du Martin de Tours dans la basilique Saint-François à Assise.

En juillet 1317, Simone est appelé à Naples par Robert d'Anjou, qui le nomme chevalier, lui attribue une pension annuelle et lui commande le tableau, Saint Louis de Toulouse couronne Robert d'Anjou, aujourd'hui conservé au musée de Capodimonte à Naples. Il y est probablement encouragé dans son goût gothique par l'atmosphère française de la cour.
Son Saint Louis de Toulouse est une icône profane, la première du genre en Italie, qui marque un thème politique précis : cette année-là, Louis de Toulouse, frère aîné de Robert et donc destiné au trône de Naples, est canonisé ; Louis avait abdiqué en faveur de son frère pour se consacrer à la vie religieuse. Robert veut, avec cette peinture, créer un manifeste politique qui légitimerait son pouvoir. « Il y exerce avec une audace extraordinaire, la fusion de deux styles opposés, le linéarisme à deux dimensions graphiques propre au gothique dans l'image du saint et la troisième dimension, issue de la révolution de Giotto dans les scènes de la prédelle qui racontent sa vie avec une construction de la perspective extraordinairement moderne ».
Dans la prédelle, Simone peint cinq histoires dans une perspective intuitive de la matrice de Giotto, grossièrement calculée du point de vue d'un observateur qui se tient devant elles dans une position centrale. Dans les visages expressifs des scènes de prédelle, chargés d'une intensité plus dramatique qu'à Assise, on trouve encore une autre approche du langage de Giotto.
Après la réalisation de ce retable, Simone retourne à Assise pour finir les fresques de la chapelle Saint-Martin, en particulier celles des saints en pied dans l'intrados de l'arc central. C'est ainsi qu'il remplace certains des saints précédemment peints ou esquissés par des saints célébrés par les Anjou, comme  saint Louis de Toulouse, mais aussi saint Louis de France et sainte Elisabeth de Hongrie.
Il peint également une fresque dans le transept droit de la même église inférieure représentant saint François, saint Louis de Toulouse, sainte Élisabeth de Hongrie, la bienheureuse Agnès de Bohême (?) et saint Henri de Hongrie, tous des saints célébrés par la famille d'Anjou. Une autre fresque dans le même transept droit et représentant la Vierge à l'Enfant et les Saints, attribuée par certains à Simone Martini, remplace celle d'un peintre mineur de son entourage.

### Retour en Toscane: production de polyptyques

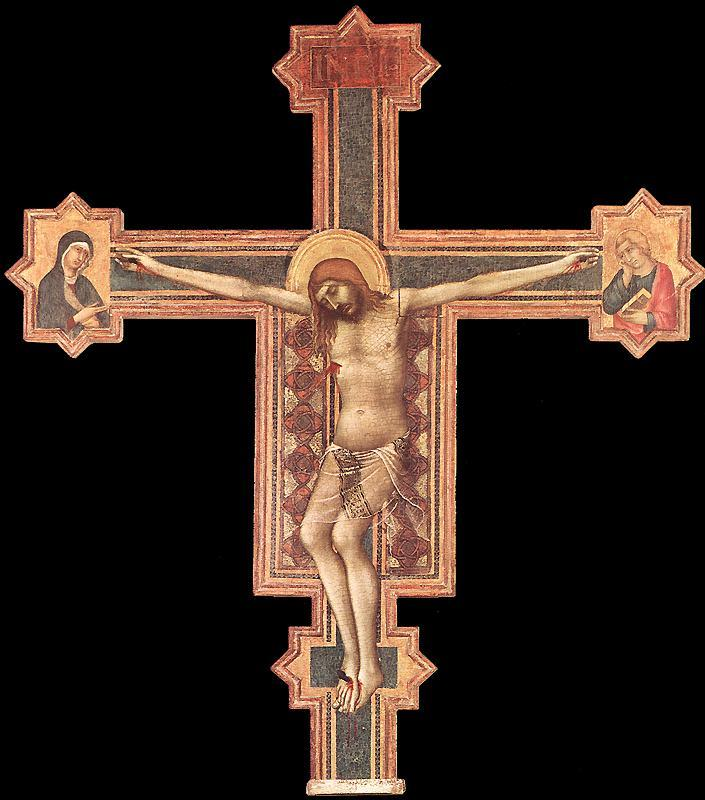
Simone Martini, crucifix de San Casciano in Val di Pesa.

De retour en Toscane vers 1318, Simone Martini entame une longue période pendant laquelle sa principale production est celle des polyptyques. Il en peint au moins six avant de revenir définitivement à Sienne en 1325. Le premier polyptyque est celui de l'église Sant'Agostino de San Gimignano. Aujourd'hui, ce polyptyque est dispersé dans trois musées différents : le compartiment central, avec la Vierge et l'Enfant, est conservé au musée Wallraf-Richartz à Cologne en Allemagne, trois panneaux avec des saints, au Fitzwilliam Museum à Cambridge au Royaume-Uni et le cinquième avec Sainte Catherine, dans une collection privée florentine. Il a été réalisé vers 1318-1319 même si, pour beaucoup, la date correcte est antérieure, avant le retour définitif en Toscane (1316 ca.) de l'artiste.
Simone Martini se rend ensuite à Pise où il peint un beau polyptyque à sept compartiments, prédelle, bande supérieure et cuspides pour le couvent dominicain Sante-Catherine d'Alexandrie. Ce polyptyque est achevé en 1320 et est maintenant conservé au Musée national San Matteo, également à Pise.
Simone Martini peint ensuite au moins trois polyptyques pour les églises d'Orvieto entre 1320 et 1324. Le premier est destiné à l'église Santa Maria dei Servi : cinq des sept panneaux subsistent, tous exposés au musée Isabella Stewart Gardner de Boston. Il réalise ensuite un polyptyque pour l'église Saint-François, dont il ne reste aujourd'hui que le compartiment central avec la Vierge à l'Enfant, conservé au Museo dell'Opera del Duomo d'Orvieto, et une Sainte Catherine au Musée des beaux-arts du Canada à Ottawa. Le très beau polyptyque de San Domenico, est probablement réalisé après la canonisation de saint Thomas d'Aquin, qui a eu lieu en 1323. Aujourd'hui, cinq des sept panneaux conservés se trouvent au Museo dell'Opera del Duomo d'Orvieto.
Les trois polyptyques d'Orvieto et les deux précédents de San Gimignano et Pise dévoilent le style mature de Simone Martini, avec un rendu des volumes et de contraste définitivement influencés par Giotto, et un rendu figuratif courtois, doux et aristocratique, typique de cet artiste. Les personnages sont équilibrés et délicats ; les visages sont doux et rendus avec une délicatesse et une qualité picturales qui les rendent très naturels. Le tout est agrémenté d'une ornementation de style gothique.
Une Vierge à l'Enfant à la Pieve di San Giovanni Battista à Lucignano d'Arbia remonte également à cette période, et le seul fragment du supposé polyptyque est aujourd'hui en dépôt à la pinacothèque nationale de Sienne. Le panneau avec la Vierge et l'Enfant de l'église Santa Maria Maddalena à Castiglione d'Orcia et exposé aujourd'hui au Musée d'art civique et sacré de Montalcino, traditionnellement attribué à Simone Martini, est aujourd'hui considéré comme une œuvre d'atelier.
Des années où l'artiste travaille principalement à Orvieto (1320-1324), il subsiste aussi un petit panneau de dévotion privé représentant un Saint Jean l'Évangéliste en deuil, signé et daté par Simone Martini en 1320, et aujourd'hui exposé au Barber Institute of Fine Arts de Birmingham, le couronnement de la Maestà du  Palazzo Pubblico  de Sienne (1321) et un crucifix d'origine inconnue accroché aujourd'hui au mur de l'église della Misericordia à San Casciano in Val di Pesa. Les critiques voient dans cette dernière œuvre le crucifix commandé à l'artiste, selon la documentation écrite, pour le  Palazzo Pubblico  de Sienne en 1321-1322.

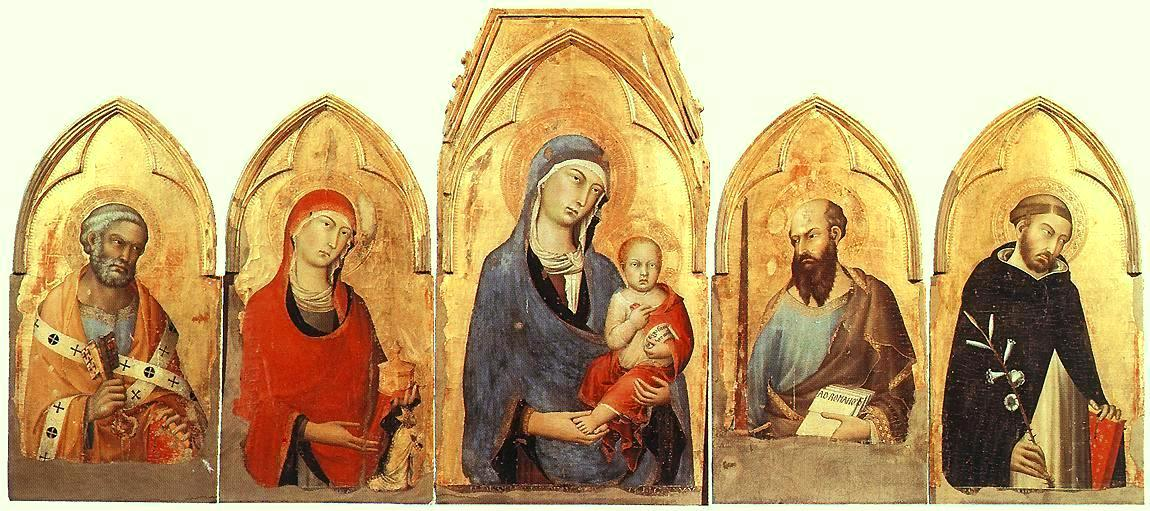
Polyptyque d'Orvieto, détrempe sur bois.

### Installation définitive à Sienne

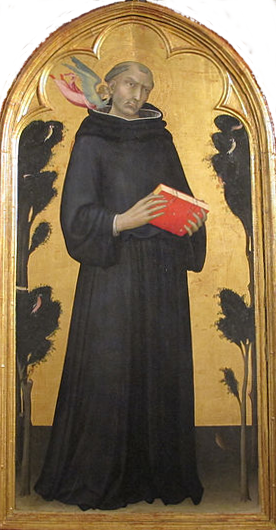
Sant'Agostino Novello (panneau central du triptyque).

En 1325, Simone Martini se réinstalle à Sienne et, cette même année, il épouse Giovanna Memmi, fille du peintre Memmo di Filippuccio et sœur de deux élèves et collaborateurs de Simone, à savoir Federico et Lippo Memmi. Vasari affirme toutefois que Simone et Lippo étaient frères et que Simon signait « Simonis Memmi Senensis opus ». Un document daté de 1326 fait mention d'un paiement effectué en faveur de Simone Martini pour qu'un polyptyque soit « conservé » au Palazzo del Capitano del Popolo à Sienne. Selon des reconstitutions récentes et à la suite de la découverte d'autres documents écrits, l'œuvre en question pourrait être un polyptyque portable qui est également resté longtemps au Palazzo Pubblico de Sienne et pendant une courte période également au Palazzo del Podestà, aujourd'hui dispersé dans divers musées et figurant la Vierge à l'Enfant parmi les saints Ansano, Pierre (à gauche), André et Luc l'Évangeliste (à droite). Les cinq compartiments se trouvent au Musée Thyssen-Bornemisza de Madrid (saint Pierre), au Getty Center de Los Angeles (saint Luc) et au Metropolitan Museum of Art de New York (les trois autres saints).
Entre 1324 et 1329, Simone Martini crée également le retable représentant Le Bienheureux Agostino Novello et quatre de ses miracles pour l'autel latéral dédié au saint de l'église Sant'Agostino à Sienne. Aujourd'hui, il se trouve dans la pinacothèque nationale de la ville. Le panneau représentant San Ladislao d'Altomonte (1325-1330), de provenance inconnue, est visible aujourd'hui au Musée civique Santa Maria della Consolazione à Altomonte (Cosenza).
Dans ces œuvres, Simone Martini conserve la délicatesse picturale, la grâce et le raffinement figuratif de la période d'Orvieto, affinant davantage le naturalisme des personnages, comme en témoignent les figures de l'Enfant et de saint Luc Évangéliste (première œuvre), du bienheureux Agostino Novello (deuxième œuvre) et  de San Ladislao (troisième œuvre). Dans les scènes des Quatre Miracles de la deuxième œuvre, il est également possible de voir la réalisation d'un rendu en perspective et volumétrique et d'un rendu narratif et dramatique des scènes et des personnages, qui mettent en évidence les progrès dans la direction de la ligne de Giotto.

### Fresque de Guidoriccio da Fogliano
En 1330, Simone retourne travailler au Palazzo publico de Sienne, où il peint des fresques dans la salle du Globe, en face de la Maestà, dont  Guidoriccio da Fogliano all'assedio di Montemassi auquel son beau-père aurait participé, pour célébrer la prise des châteaux de Sassoforte et Montemassi par les armées du condottiere engagé par les Siennois. Dans cette œuvre célèbre où un décor de conte de fées se mêle à un sens aigu de la réalité, le portrait du mercenaire est une métaphore du pouvoir siennois et non une œuvre réaliste ; le paysage environnant a une valeur symbolique, avec des éléments typiques de la guerre (clôtures, camps militaires, châteaux), sans aucune figure humaine. La double valeur, symbolique et individuelle, de la célébration rappelle le retable de San Ludovico.
Il existe dans les chroniques siennoises un document écrit qui témoigne de la commande à Simone Martini, par le gouvernement de la ville, de mener à bien ce travail. Selon la documentation écrite, Simone est également chargé, l'année suivante, de représenter la conquête des villages de Castel del Piano et Arcidosso. Après la découverte d'une nouvelle fresque en 1980, une controverse artistique a éclaté sur l'authenticité de la représentation traditionnelle du Guidoriccio et sur l'identification des châteaux conquis, controverse qui a pris fin grâce à Enzo Carli qui a reconnu la structure derrière Guidoriccio, structure partiellement en maçonnerie qui a été construite pour le siège de Monte Massi.
Cette fresque suscite toujours aujourd'hui d’âpres controverses critiques et historiographiques après la découverte en 1980, dans le plâtre sous-jacent, d'une autre œuvre de grande qualité, également attribuable à Simone, mais datée postérieurement à1330, créant quelques problèmes de datation et d'attribution du Guidoriccio da Fogliano sus-jacent. En 2010, un antiquaire de Palerme est entré en possession de cinq parchemins, jusqu'à cette date cachés dans la couverture d'un livre, représentant des croquis de la fresque de Guidoriccio. Les parchemins sont signés par Francesco et Domenico d'Andrea et dateraient d'environ 1440. Il est donc probable que l'œuvre en question soit un « remake » du XVe siècle d'un original perdu de Simone Martini.

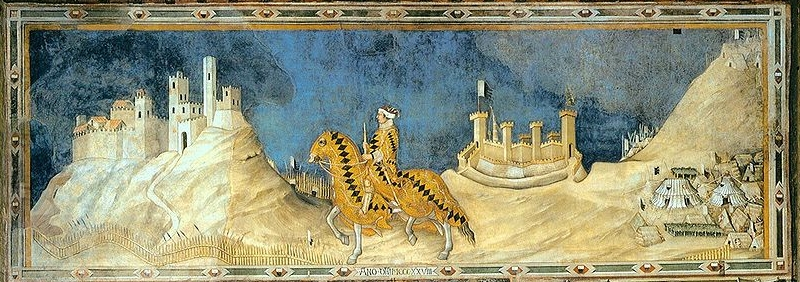
Guidoriccio Da Fogliano, Pallazzo publico de Sienne.

### Annonciation entre les saints Ansan et Marguerite

Simone Martini et Lippo Memmi, Annonciation avec deux saints, Galerie des Offices.

L'Annonciation entre les saints Ansan et Marguerite est la dernière œuvre de la période siennoise de Simone Martini , réalisée en 1333 avec son beau-frère Lippo Memmi qui a peint les deux panneaux latéraux Destinée à l'un des quatre autels de la cathédrale de Sienne, le panneau, signé et daté par les deux auteurs, est désormais visible aux Offices à Florence.
C'est l'une des œuvres les plus proches du gothique transalpin et de ses raffinements que l'Italie a connue. Toute l'image se déploie dans un jeu raffiné de lignes sinueuses à la surface (malgré la suggestion spatiale du trône placé en oblique). La Vierge se retire en refermant son manteau, dans une pose entre chasteté effrayée et réticence hautaine. L'ange a un mouvement élancé et est concentré sur le message qu'il délivre à la Vierge. Au-delà de la beauté de l'introspection psychologique des deux personnages, le tableau est agrémenté de détails d'une rare beauté, comme le vase doré et les lis qui envahissent le centre de la scène, les branches d'olivier tenues par l'ange, le motif à carreaux écossais du manteau flottant de l'ange, les plumes de paon sur ses ailes, le volant gothique du manteau de l'ange et le bord doré de celui de la Vierge. L'espace n'est pas développé en profondeur comme dans le tableau dépeignant les Miracles du bienheureux Agostino Novello, mais est comme compressé dans une troisième dimension, un espace évoqué qui est un nouvel élément du langage de l'artiste qu'il développera encore plus nettement dans ses œuvres ultérieures.
Cette œuvre n'a pas de modèle dans l'Italie contemporaine et doit être comparée aux manuscrits enluminés de la cour française, ou aux peintures plus imaginatives, produites en Allemagne ou en Angleterre. Cette « manière » nord-européenne permet à Simone de rejoindre les peintres italiens qui demeurent à la cour papale d'Avignon où les Florentins sont absents car la monumentalité classique de l'école de Giotto ne fait pas consensus dans la société gothique française. En effet, quelques années plus tard, entre 1335 et 1336, Simone quitte sa Sienne natale pour cette cour papale.

### Polyptyque Orsini

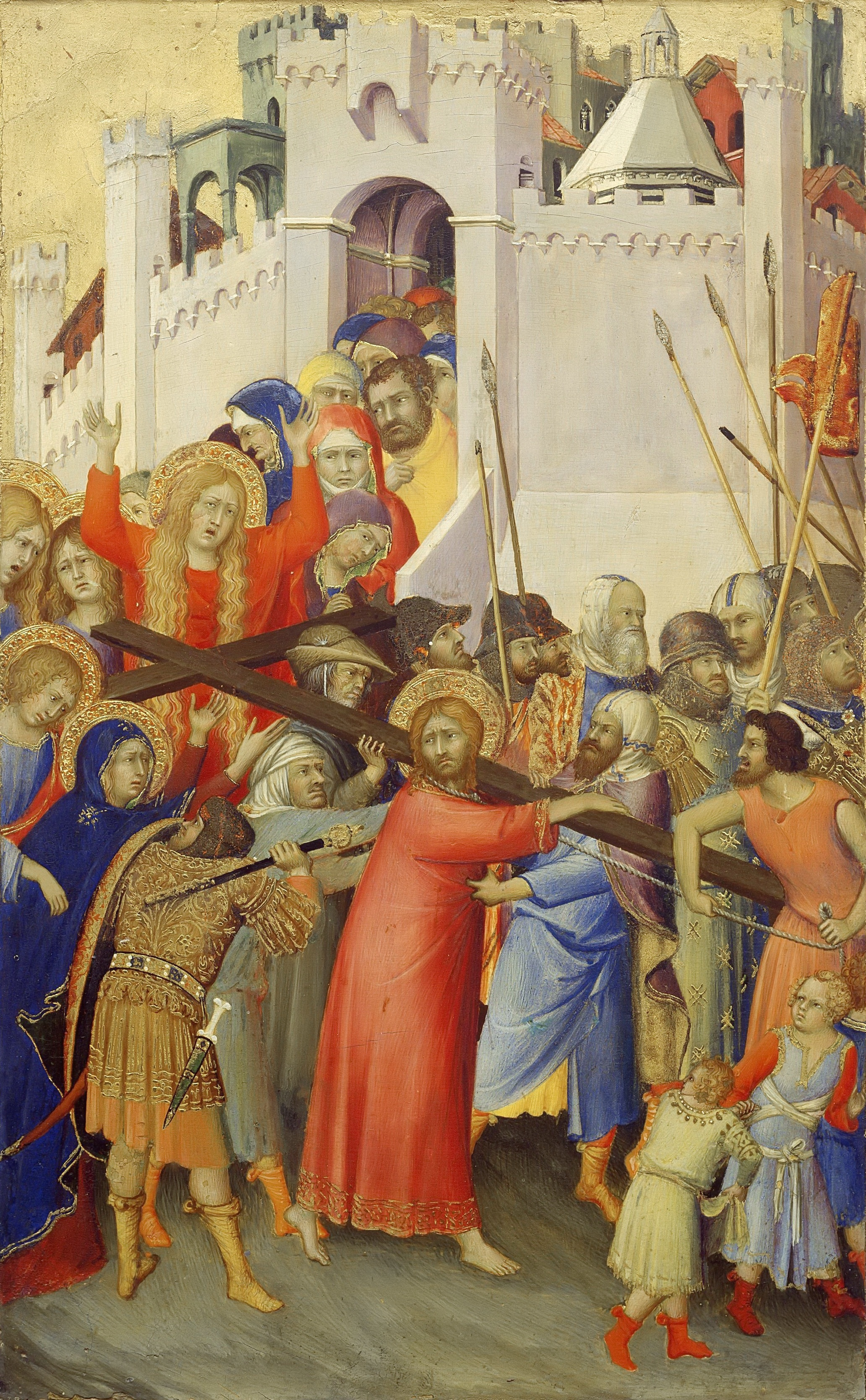
Simone Martini, Polyptyque Orsini, Calvaire, Musée du Louvre.

Entre 1335 et 1336, Simone part pour Avignon, à la cour de Benoît XII. L'une des premières œuvres de la période avignonnaise est le polyptyque Orsini (également appelé Orsini Polittichetto), bien que des doutes subsistent quant à savoir s'il ne s'agit pas plutôt de l'une de ses dernières œuvres de la période siennoise, réalisée après l'Annonciation de 1333. Le polyptyque portable Orsini est un objet de dévotion privée commandé par un membre de la famille Orsini (très probablement le cardinal Napoleone Orsini, qui est à Avignon à cette époque). Il se compose de huit panneaux. Deux portent les armoiries de la famille Orsini, deux autres représentent l'Archange Gabriel et la Vierge de l'Annonciation, et les quatre derniers, des scènes de la Passion du Christ, précisément le Calvaire, la Crucifixion, la Déposition de la Croix et l'Inhumation. Les panneaux sont maintenant dispersés dans trois musées différents.
Les scènes s'articulent sur un espace comprimé, qui se développe verticalement encore plus que dans l'Annonciation précédente de 1333 et, en tout cas, moins que dans le frontispice ultérieur du Commentaire de Servius à Virgile de 1338. Par rapport aux œuvres précédentes, les personnages sont plus élancés, les scènes encombrées, les visages plus agités. Les scènes sont remplies de personnages avec des poses, des gestes, des émotions et des traits du visage différents. L'introspection psychologique et l'externalisation des émotions y sont remarquables.
Un petit panneau à usage privé représentant la Crucifixion remonte également aux mêmes années et est aujourd'hui exposé au Fogg Art Museum de Cambridge (Massachusetts).

### Avignon
À Avignon, Simone Martini peint également des fresques dans la cathédrale Notre-Dame-des-Doms, commandées par le cardinal Giacomo Stefaneschi. Il reste aujourd'hui les fresques détachées du tympan et de la lunette du portail, et les sinopie correspondantes, représentant respectivement la Bénédiction du Sauveur et la Vierge de l'Humilité entre les anges et le cardinal Stefaneschi. Ces œuvres, datant d'environ 1336-1340, sont visibles au Palais des Papes d'Avignon. Il y avait aussi une fresque de Saint Georges et du Dragon, aujourd'hui perdue, mais que les sources qualifient de splendide.
À Avignon, Simone rencontre le poète Pétrarque. La légende raconte que Martini a peint Laura telle que la célèbrent les lignes des sonnets LXXVII et LXXVIII de Pétrarque. L'œuvre est maintenant perdue (certains pensent cependant que les vers peuvent plutôt se référer à Simone da Cremona, un enlumineur actif à Naples depuis environ 1335, mais l'hypothèse de Martini est plus vraisemblable).
Pour son ami, en 1338 ou peu après, il illustre d'une miniature un codex de Virgile commenté par Maurus Servius Honoratus et annoté par le poète, conservé à la Bibliothèque Ambrosienne de Milan. Dans cette belle représentation, Servius, le commentateur de Virgile, tire un rideau pour montrer le grand poète, tandis que dans la scène, il y a un berger, un fermier et un soldat, métaphores des thèmes pastoraux, bucoliques et épiques chantés dans l'œuvre.

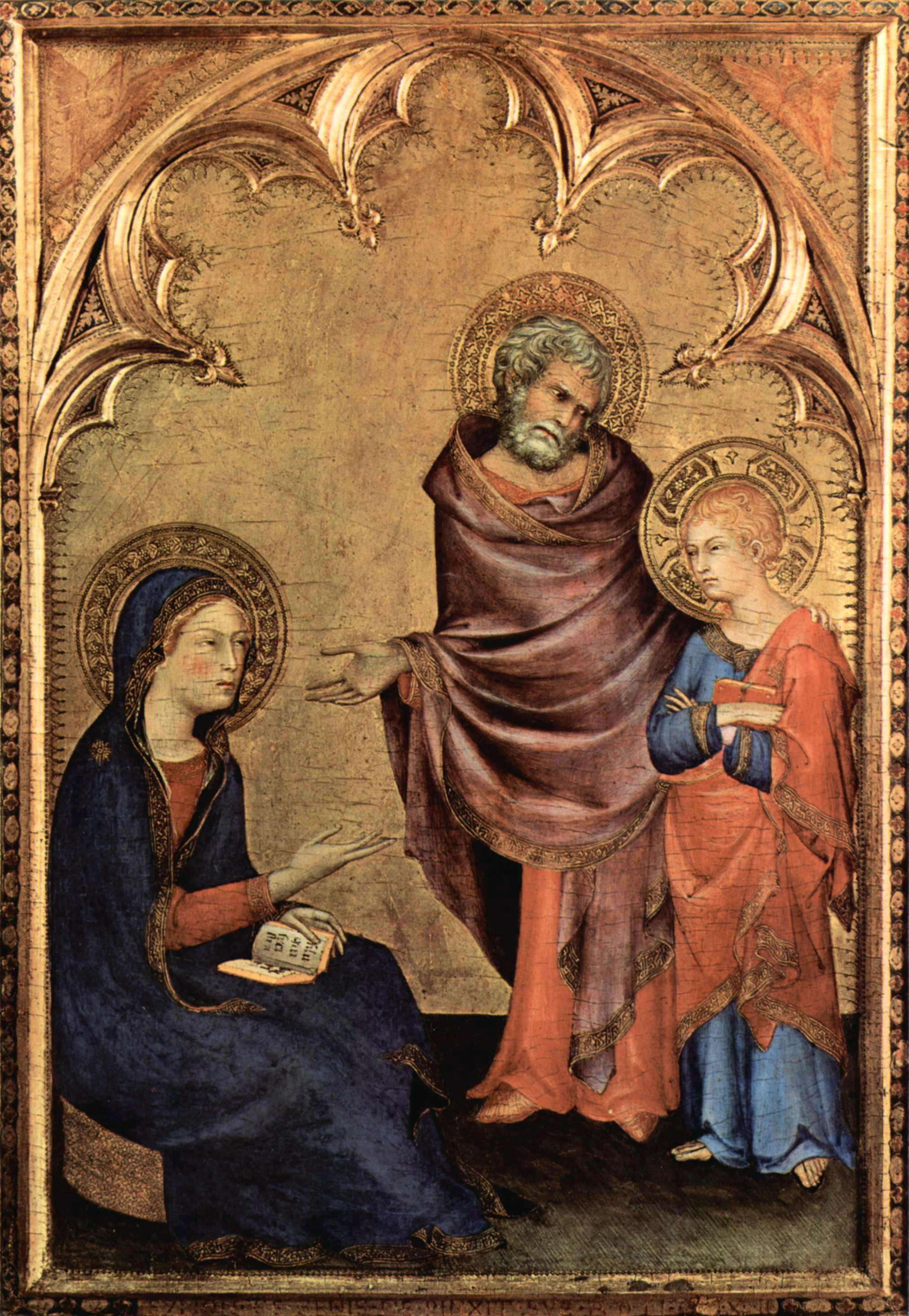
Simone Martini, Le Christ retrouvé par ses parents.

La dernière œuvre de Simone est un petit panneau de dévotion privé, signé et daté (1342), et maintenant conservé à la Walker Art Gallery de Liverpool, Le Christ retrouvé par ses parents, sujet très peu évoqué en peinture où apparaît un thème curieux et inédit : Saint Joseph faisant des reproches à l'enfant divin après sa rencontre avec les docteurs au temple.
Dans toutes ces œuvres de la période avignonnaise, les scènes sont montrées dans un espace évoqué, une tendance amorcée avec l'Annonciation de 1333, mais qui dans l'allégorie virgilienne atteint des niveaux extrêmes, la scène étant rapportée sur un plan escarpé. L'agitation psychologique déjà vue dans le polyptyque Orsini est ici reprise dans tous les personnages. Toute la production avignonnaise est dominée par des petits tableaux à usage privé, reflet du rôle de Simone Martini à Avignon, peintre pratiquement à la retraite, au service de la famille aisée d'un cardinal pour qui il peint à ses heures perdues.
Sur la fin de sa vie, il forme au travail de la fresque, Matteo Giovanetti, un prêtre de Viterbe qui réalise des scènes champêtres et de chasse pour le palais de Clément VI. À la mort de Simone Martini, c'est lui qui dirige les équipes de peintres venus de toute l'Europe pour poursuivre le chantier.
Simone Martini meurt en 1344 à Avignon. Si en mai 1344 il est encore vivant, étant l'intermédiaire d'un versement de l'hôpital Santa Maria della Scala à la Curie, le 30 juin il est mort car la Gabella de Sienne a enregistré ses dispositions testamentaires.

## Disciples
Simone Martini a eu un nombre important d'élèves, dont les frères Lippo et Federico Memmi. Les œuvres de Lippo Memmi, les plus célèbres et les plus étudiées, sont tout d'abord médiocres, comme en témoigne la Maestà de l'église Sant'Agostino de San Gimignano (1310-1315 environ). À la suite de sa rencontre avec Simone Martini, dans les années où il se hasarde à sa magnifique Maestà du Palazzo Pubblico de Sienne (1312-1315), le destin de l'artiste est bouleversé : il change son style jusqu'à atteindre la capacité picturale de Simone à partir de 1325 environ. Même le jeune Federico Memmi, qui a probablement suivi Simone à Assise au moment des travaux de la chapelle Saint-Martin (1313-1318), et dont l'activité de jeunesse est cependant plus difficile à retracer, réussit à atteindre un style de haut niveau à partir de 1325.
D'autres artistes plus tardifs appartiennent également à l'école de Simone Martini, comme Naddo Ceccarelli, à qui sont attribuées diverses œuvres, toutes difficiles à dater (à l'exception d'une signée et datée par l'artiste en 1347) et le maître anonyme du Palazzo Venezia, que l'on pense actif, non sans quelques incertitudes, entre 1330 et 1350 environ. Le cercle de Simone Martini comprend probablement aussi son frère Donato Martini et Pietro Ceccarelli, ce dernier étant peut-être un parent de Naddo. Le premier est probablement l'auteur de quelques ouvrages sur lesquels, cependant, les critiques ne sont pas parvenus à un consensus sur leur attribution. Le second est le signataire d'une Vierge à l'Enfant perdue, exposée autrefois dans l'église des Carmélites d'Avignon. Pour ces raisons, ces deux derniers artistes conservent des identités artistiques incertaines.

## Littérature
Le poète florentin Mario Luzi, dans Viaggio terrestre e celeste di Simone Martini (it)  (1994), a imaginé le dernier voyage du peintre, revenu d'Avignon à Sienne.

## Œuvres

### Fresques de la Basilique Saint-François d'Assise, 1312-1318
- Saint Antoine de Padoue et saint François d'Assise[4],[8]
- Saint Louis de France et saint Louis de Toulouse[8]
- Sainte Claire et sainte Elisabeth de Hongrie[8]
- Saint François et saint Louis de Toulouse[8]
- Sainte Elisabeth, sainte Marguerite et Henri de Hongrie[8]
- Sainte Madeleine et sainte Catherine d’Alexandrie[4],[8]
- Vierge à l’Enfant entre saint Etienne et saint Ladislas[8]
- La consécration de la chapelle (330 x 700 cm)[8]
- Le partage du manteau (265 x 230 cm)[8]
- Le rêve de saint Martin (265 x 200)[8]
- L’adoubement ou l’Investiture de saint Martin (265 x 200 cm)[4],[8]
- Le renoncement aux armes (265 x 230)[8]
- Le miracle de l’enfant ressuscité (296 x 230 cm)[8]
- La méditation (390 x 200 cm)[8]
- La messe miraculeuse (390 x 200 cm)[8]
- Le miracle du feu (296 x 230 cm)[8]
- La mort de saint Martin (284 x 230 cm)[8]
- Les obsèques du saint (284 x 230 cm)[8]

### Au Palazzo Pubblico de Sienne, Salle de la Mappemonde
- Fresque du Condottiere Guidoriccio da Fogliano all'assedio di Montemassi, 1328[9].
- Fresque de la Maestà.
- Annonciation (vers 1333).

### Polyptyque OrsiniouPolyptyque de la Passion du Christ

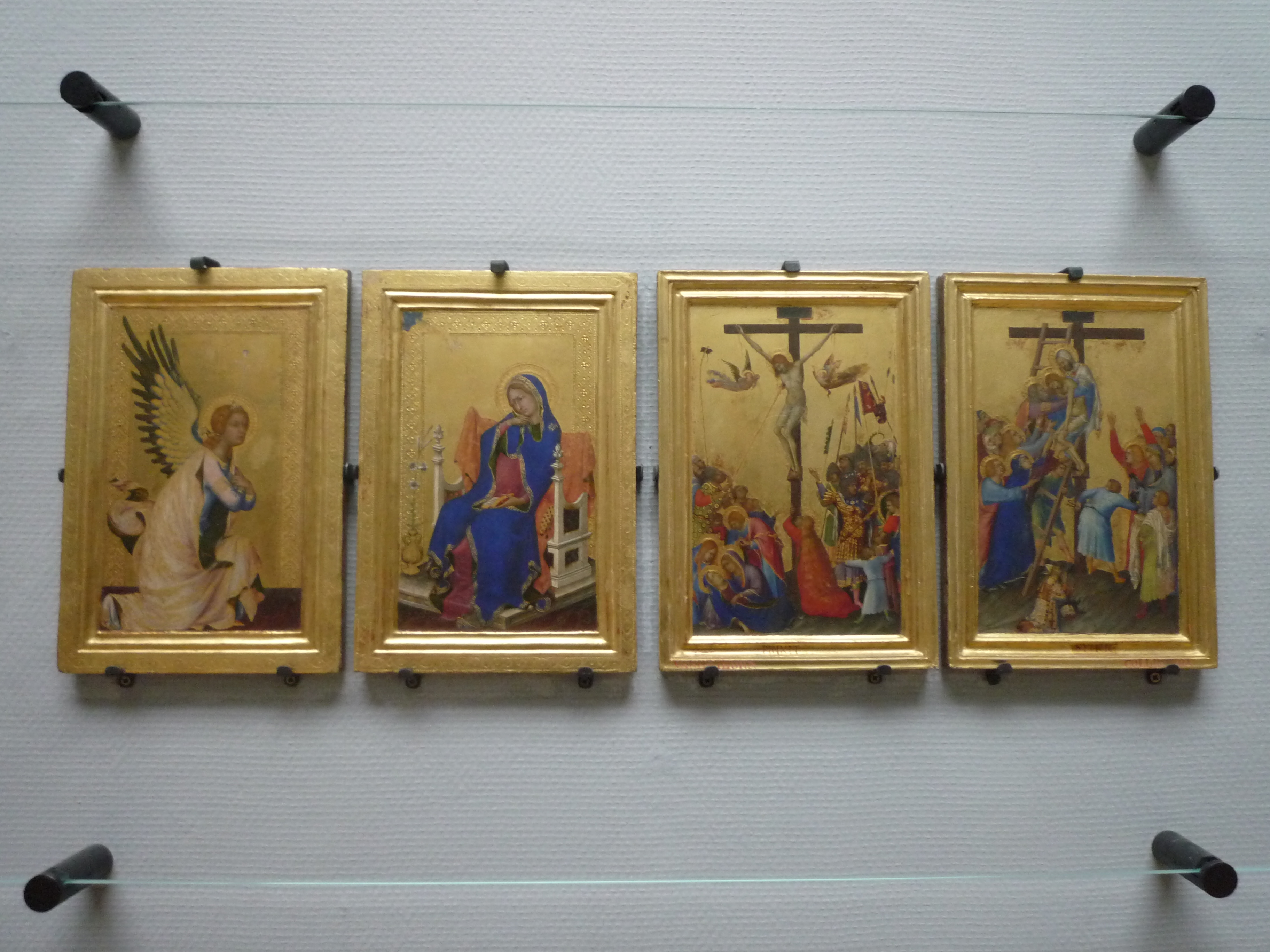
Les panneaux d'Anvers.

Six panneaux dispersés dont quatre au musée royal des beaux-arts d'Anvers, commandés en 1336 :
- L'Archange Gabriel (23,5 × 14,5 cm), Anvers
- La Vierge de l'Annonciation (23,5 x 14,5), Anvers
- La Crucifixion (24,5 × 15,5 cm) ou Le Coup de lance, Anvers
- La Déposition de la Croix (24,5 × 15,5 cm), Anvers.
- Le Portement de Croix ou Montée au Calvaire[4] (30 × 20,5 cm), conservé au musée du Louvre, Paris (avec les armes de la famille Orsini au verso).
- La Mise au tombeau du Christ (23,7 × 16,7 cm)[12], conservé à la Gemäldegalerie (Berlin) (avec les armes de la famille Orsini au verso).

### Polyptyque portatif en cinq parties
Il fut réalisé pour le Palazzo Pubblico de Sienne vers 1326
- Vierge et Enfant[13], Robert Lehman Collection, au Metropolitan Museum of Art de New York
- Saint André[14] au Metropolitan Museum of Art de New York
- Saint Ansanus (patron de Sienne)[15], au Metropolitan Museum of Art de New York
- Saint Luc[16], au Getty Center de Los Angeles, probable quatrième panneau droit[17]
- Cinquième panneau, collection privée à New York

### Autres œuvres dans des musées
- Saint Louis de Toulouse couronne Robert d'Anjou (v.1317), huile sur bois, 250 × 188 cm, et prédelle 56 × 205, musée Capodimonte, Naples[18],[19].
- Polyptyque de sainte Catherine à Pise, 1319, musée national San Matteo[20].
- Triptyque de Cambridge (avec saint Géminien de Modène, saint Michel et saint Augustin), 1319, Fitzwilliam Museum, Cambridge[21].
- Rédempteur bénissant (vers 1320), peinture sur bois, (39 × 29 cm), musées du Vatican, Rome (probablement cuspide d'un polyptyque).
- Polyptyque de San Domenico, musée de l'Œuvre de la cathédrale, Orvieto[22].
- Vierge à l’Enfant avec des anges et le Rédempteur Bénissant  (165 x 57 cm), (vers 1320), musée de l'Œuvre de la cathédrale, Orvieto[8].
- Sainte Lucie (51 x 40 cm) et Sainte Catherine d’Alexandrie (54 x 41 cm), (vers 1320), Collection Berenson, Florence.
- Vierge de la Miséricorde (154 x 88 cm), Pinacothèque nationale de Sienne[8].
- Vierge à l’Enfant (n. 583), (88 x 57 cm), Pinacothèque nationale de Sienne[8].
- Vierge à l’Enfant (de Castiglione d’Orcia), (vers 1320), Pinacothèque nationale de Sienne[8].
- Vierge à l’Enfant (de Lucignano d’Arbia), (vers 1320), (88 x 51 cm), Pinacothèque nationale de Sienne[8].
- Triptyque de Sant'Agostino Novello et quatre histoires de miracles post-mortem, 1324-1328, Pinacothèque nationale de Sienne[4].
- Vierge à l'Enfant (1326), détrempe sur bois, fonds doré, 57,2 × 38,40 cm, collection Robert Lehman, Metropolitan Museum of Art, New York[23].
- L'Annonciation entre les saints Ansan et Marguerite et quatre prophètes (en médaillon), 1333, en collaboration avec Lippo Memmi, pour la Cathédrale de Sienne. Elle a été portée à la fin du XVIe siècle dans l'église Sant'Ansano, à Castelvecchio. L'œuvre est transférée en 1799, à Florence sur ordre de Léopold II du Saint-Empire, Grand-Duc de Toscane, pour être aussitôt exposée à la Galerie des Offices.
- Ange de l'Annonciation (1333), collection Kress, National Gallery of Art, Washington[24].
- Saint Ladislas (Ladislas Ier de Hongrie), panneau peint vers 1335, Altomonte, musée Santa Maria de la Consolazione[25].
- Rédempteur Bénissant (vers 1336), Palais des Papes, Avignon[8].
- Madone de l’Humilité (vers 1336), Palais des Papes, Avignon[8].
- Allégorie de Virgile (vers 1338), Bibliothèque Ambrosienne, Milan[4].
- Vierge de l'Annonciation, 1340-1344, musée de l'Ermitage, Saint-Pétersbourg[26].
- Le Christ retrouvé au Temple ou Sainte Famille[4], 1342, Walker Art Gallery, Liverpool[27].

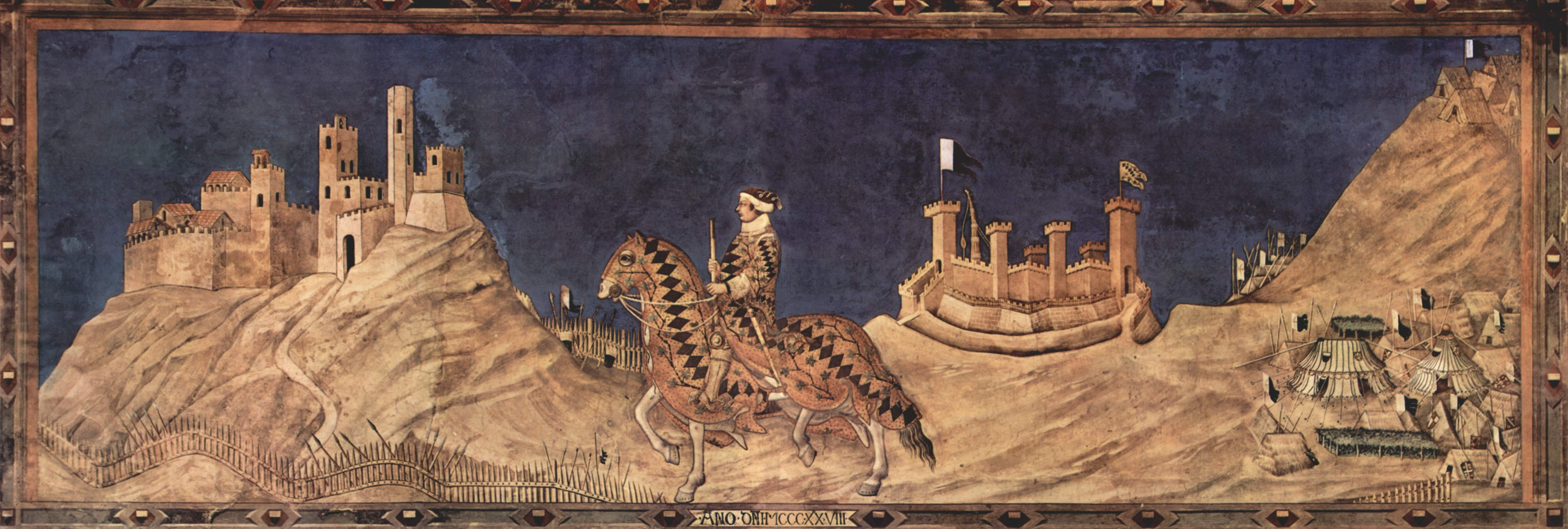
La fresque  représentant la prise de la Rocca de Montemassi par Guidoriccio da Fogliano  (1328) au palazzo pubblico.
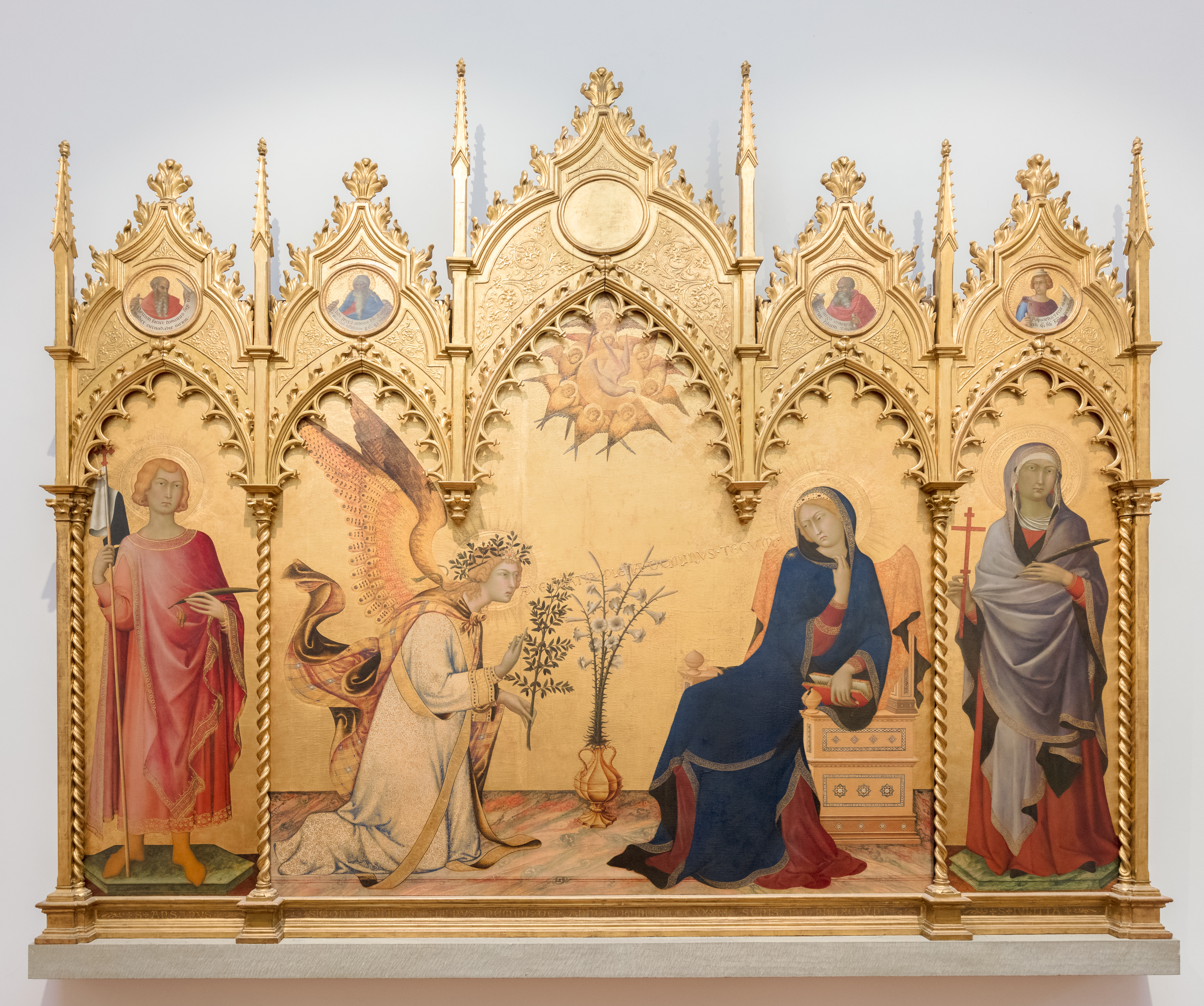
L'Annonciation entre les saints Ansan et Marguerite et quatre prophètes (en médaillon), (1333).
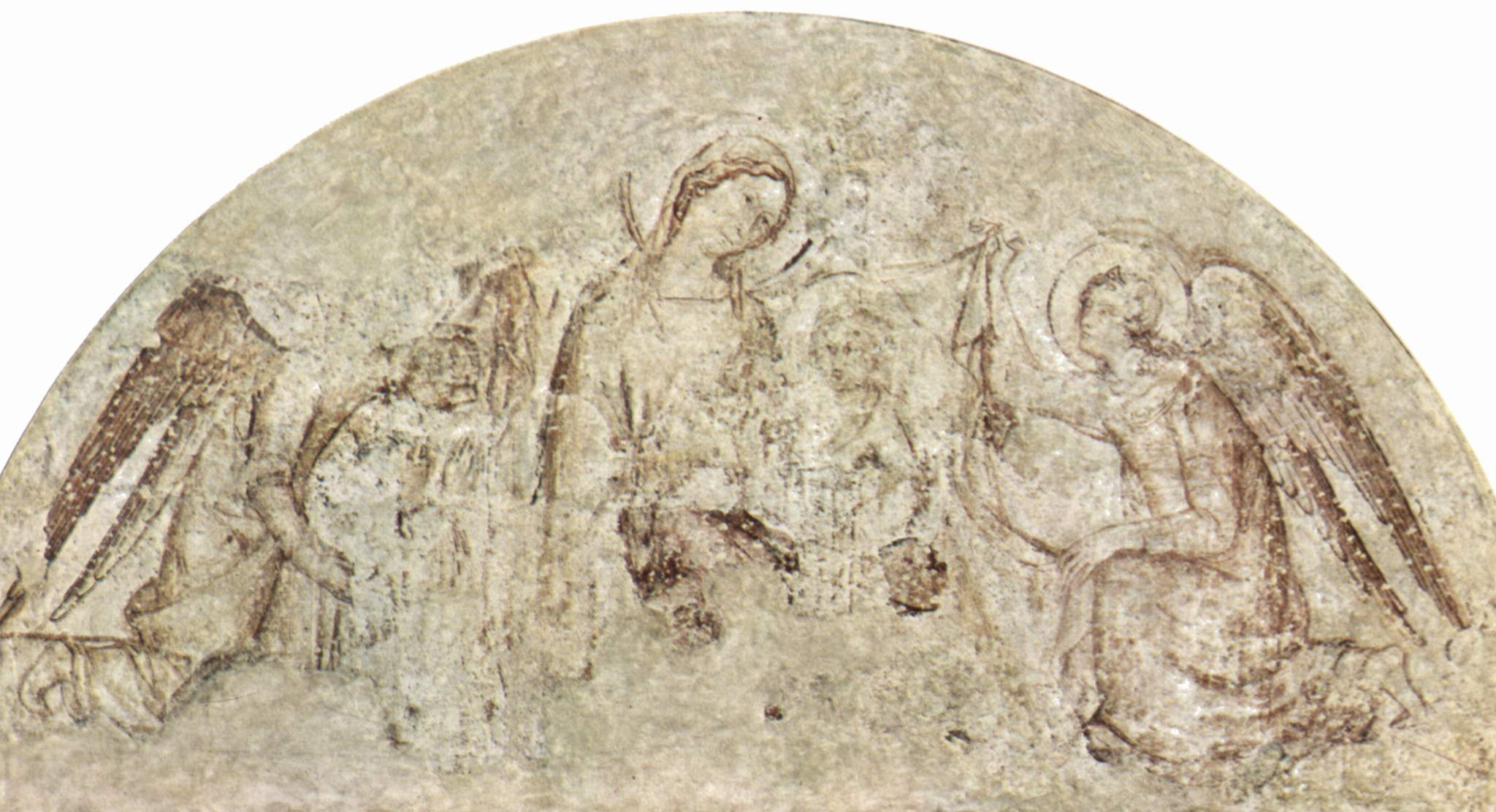
Fresque de Notre-Dame des Doms.
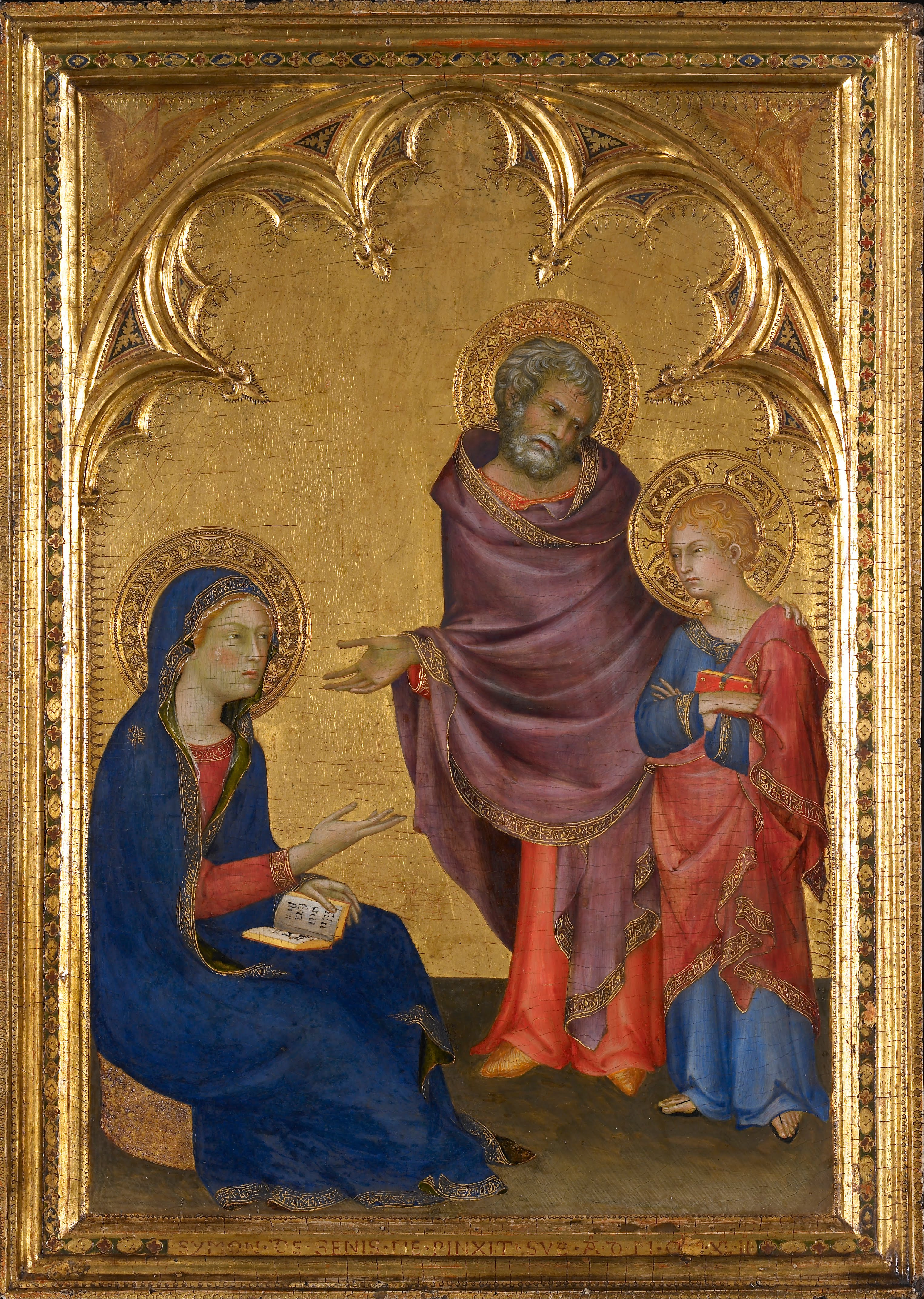
Le Christ retrouvé au Temple.

## Postérité
Au XVe siècle, le sculpteur florentin Lorenzo Ghiberti nous informe que les Siennois considèrent alors Simone Martini comme leur meilleur peintre.